# Universidade Federal do Ceará
A Universidade Federal do Ceará (UFC) é uma instituição de ensino superior pública brasileira, mantida pelo Governo Federal do Brasil, localizada no Estado do Ceará. A UFC é uma autarquia vinculada ao Ministério da Educação e considerada a melhor universidade das regiões Norte e Nordeste  . É uma das maiores universidades federais do país e um dos centros brasileiros de excelência no ensino e pesquisa.
Em 2020, um dos mais importantes e prestigiados rankings internacionais do ensino superior, o britânico Times Higher Education (THE), apontou a UFC como a melhor universidade do Norte e Nordeste do Brasil, ocupando o 12º lugar entre as instituições brasileiras. Em 2019, o Ranking THE classificou a UFC como 19º melhor universidade da América Latina e Caribe e como a melhor universidade do Norte-Nordeste. Em 2016, a UFC foi considerada pelo Ranking Universitário da Folha de S.Paulo (RUF) a 10ª melhor universidade do país e 1ª das regiões Norte-Nordeste.
No Exame Nacional de Desempenho dos Estudantes (ENADE) 2019 a UFC alcançou nota máxima em 13 dos 26 cursos avaliados. Nove cursos foram classificados entre os 10 melhores de suas áreas, 3 deles alcançaram o 1º lugar do Brasil.
Entre 2012 e 2015, a universidade ocupou o primeiro lugar no ranking das universidades com a maior concorrência entre os estudantes no Sistema de Seleção Unificada (Sisu), oferecendo 6.378 vagas para cursos de graduação.

## História

### Início

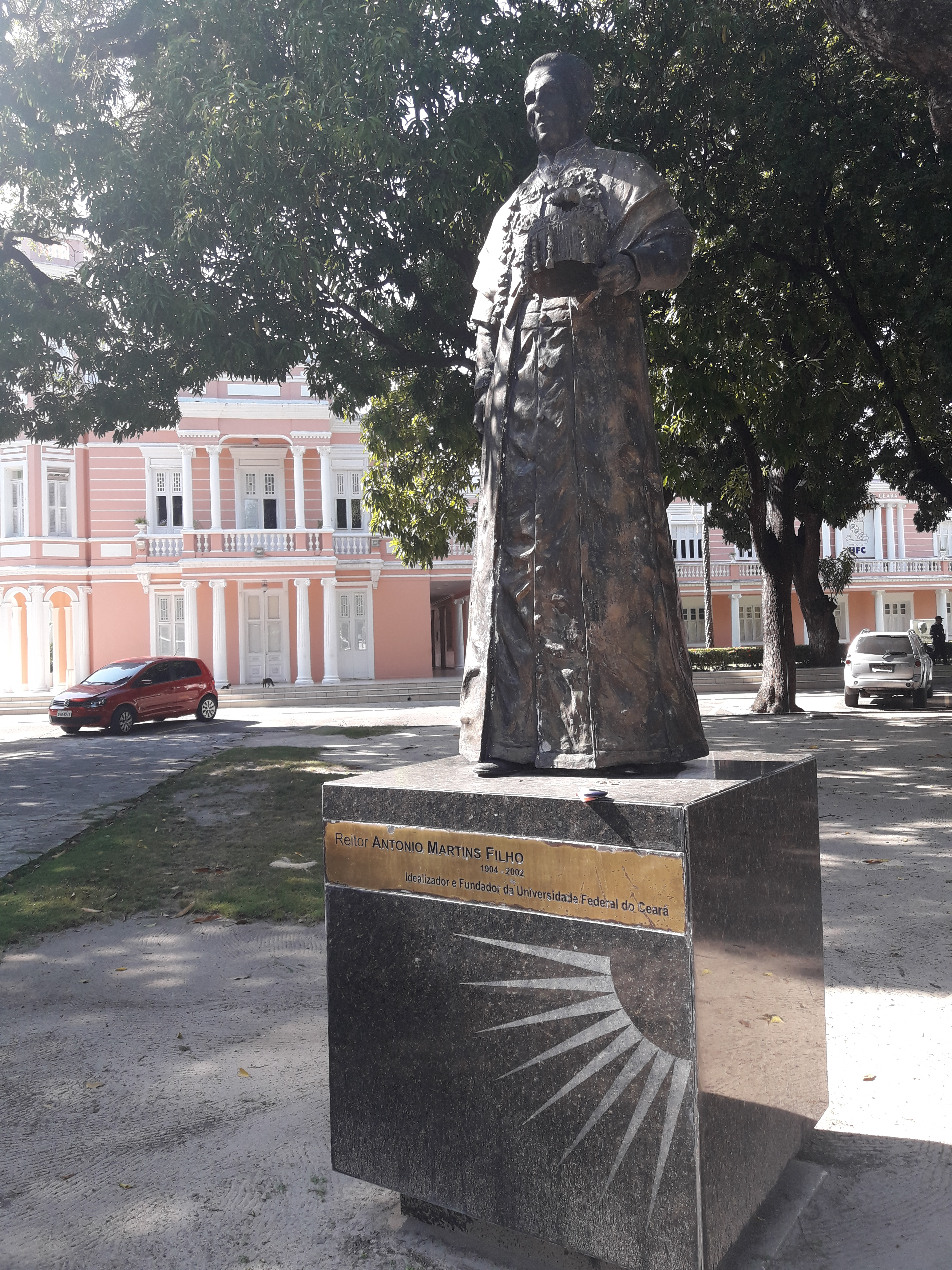
Estátua do Reitor Antônio Martins Filho, principal responsável da criação da universidade e seu primeiro reitor.

A Universidade Federal do Ceará traça suas origens no ano de 1944, quando o médico Doutor Antônio Xavier de Oliveira encaminhou um relatório sobre a refederalização da Faculdade de Direito do Ceará ao então Ministério da Educação e Cultura. Nesse documento, foi citada a ideia da criação de uma universidade com sede em Fortaleza. Em 1947, iniciou-se  a mobilização para a criação de uma universidade cearense, denominada: Universidade do Ceará. O principal interlocutor desse movimento foi Antônio Martins Filho, intelectual que veio a se tornar o primeiro reitor da Universidade. No ano de 1953, o Conselho Nacional de Educação emitiu o Parecer 263/53, favorável à criação da Universidade do Ceará. Naquele mesmo ano, o então presidente Getúlio Vargas enviou ao Poder Legislativo a Mensagem n° 391, que continha o projeto de lei e outros documentos referentes à criação da Universidade.
A Universidade do Ceará foi criada oficialmente pela Lei N° 2 373, de 16 de dezembro de 1954, e instalada em sessão no dia 16 de junho de 1955. Foi constituída inicialmente pela Escola de Agronomia do Ceará, estabelecida em 1918 e até então pertencente a Superintendência do Ensino Agrícola e Veterinário, do Ministério da Agricultura; pela Faculdade de Direito do Ceará, fundada em 1903 pela Associação Comercial do Ceará como Faculdade Livre de Direito do Ceará; pela Faculdade de Medicina do Ceará, instituição privada criada em 1948; e pela Faculdade de Farmácia e Odontologia do Ceará, instituída em 1916 e federalizada em 1950.
A essas unidades iniciais, progressivamente foram-se somando outras, tais como a Escola de Engenharia, estabelecida por lei em 1955 e instalada em 1956; a Faculdade de Filosofia, Ciências e Letras, instalada em 1961; as Faculdades de Filosofia Dom José e de Ciências Econômicas do Crato como institutos agregados; a Faculdade de Ciências Econômicas do Ceará, federalizada em 1962; e diversos outros cursos que sucederam àqueles pioneiros. Com isso, a Universidade do Ceará representou papel fundamental na implantação do ensino de nível superior no Estado.

### Reestruturação
Em 1965, foi instituído o nome atual da Universidade, seguindo a padronização dos nomes das universidades federais de todo o país. Iniciado o processo de reforma universitária, determinada pelo Decreto 53, de 18 de novembro de 1966, a Universidade principiou seu plano de reestruturação, que objetivava sua adequação às normas então editadas, presente no Decreto N° 62.279, de 20 de fevereiro de 1968. Durante esse processo, a Faculdade de Filosofia, Ciências e Letras foi extinta e desmembrada em vários institutos e faculdades.
A reforma universitária foi concluída em 1973. Os institutos, as escolas e faculdades foram substituídos por departamentos e cursos de graduação e pós-graduação. Assim, a Universidade passou a ser constituída por seis centros, entendidos como coordenações de departamentos afins: Centro de Ciências, resultado da fusão dos Institutos de Matemática, Física, Química, Geociências e Biologia; Centro de Humanidades, constituído da departamentalização da Faculdade de Ciências Sociais e Filosofia, da Faculdade de Letras e da parte de Artes da Faculdade de Artes e Arquitetura; Centro de Tecnologia, fusão da Escola de Engenharia e da parte de Arquitetura da Faculdade de Artes e Arquitetura; Centro de Ciências Agrárias, constituído pela antiga Escola de Agronomia; Centro de Ciências de Saúde, agregação dos departamentos oriundos das Faculdades de Medicina, Odontologia e Farmácia; e Centro de Estudos Sociais Aplicados, junção da Faculdade de Ciências Econômicas e Administrativas, da Faculdade de Direito e da Faculdade de Educação.
Em 1984, o Centro de Estudos Sociais Aplicados foi extinto, sendo seus departamentos reagrupados nas Faculdade de Economia, Administração, Atuária e Contabilidade, Faculdade de Direito e Faculdade de Educação. O Centro de Ciências da Saúde, por sua vez, existiu até 1997, sendo substituído pela Faculdade de Farmácia, Odontologia e Enfermagem e pela Faculdade de Medicina no ano seguinte.
Em 2008, foi criado o curso de Oceanografia, sediado no Instituto de Ciências do Mar - Labomar. No ano seguinte, foi criado o curso de Ciências Ambientais, também sediado no Labomar. Em 2009, ainda dentro do Programa de Expansão da UFC - REUNI, foram criados novos cursos na capital e no interior, além do aumento de vagas em alguns já existentes, completando-se 100 cursos, com oferta a partir de 2010.
Em 2015, foi extinto o curso de Economia Doméstica, que era localizado no Centro de Ciências Agrárias - CCA. No mesmo ano, foram criados os cursos de Gestão de Políticas Públicas e Economia Ecológica, sediados no mesmo local. A cada ano os cursos oferecem 50 vagas no Enem por meio do SISU.

## Vida

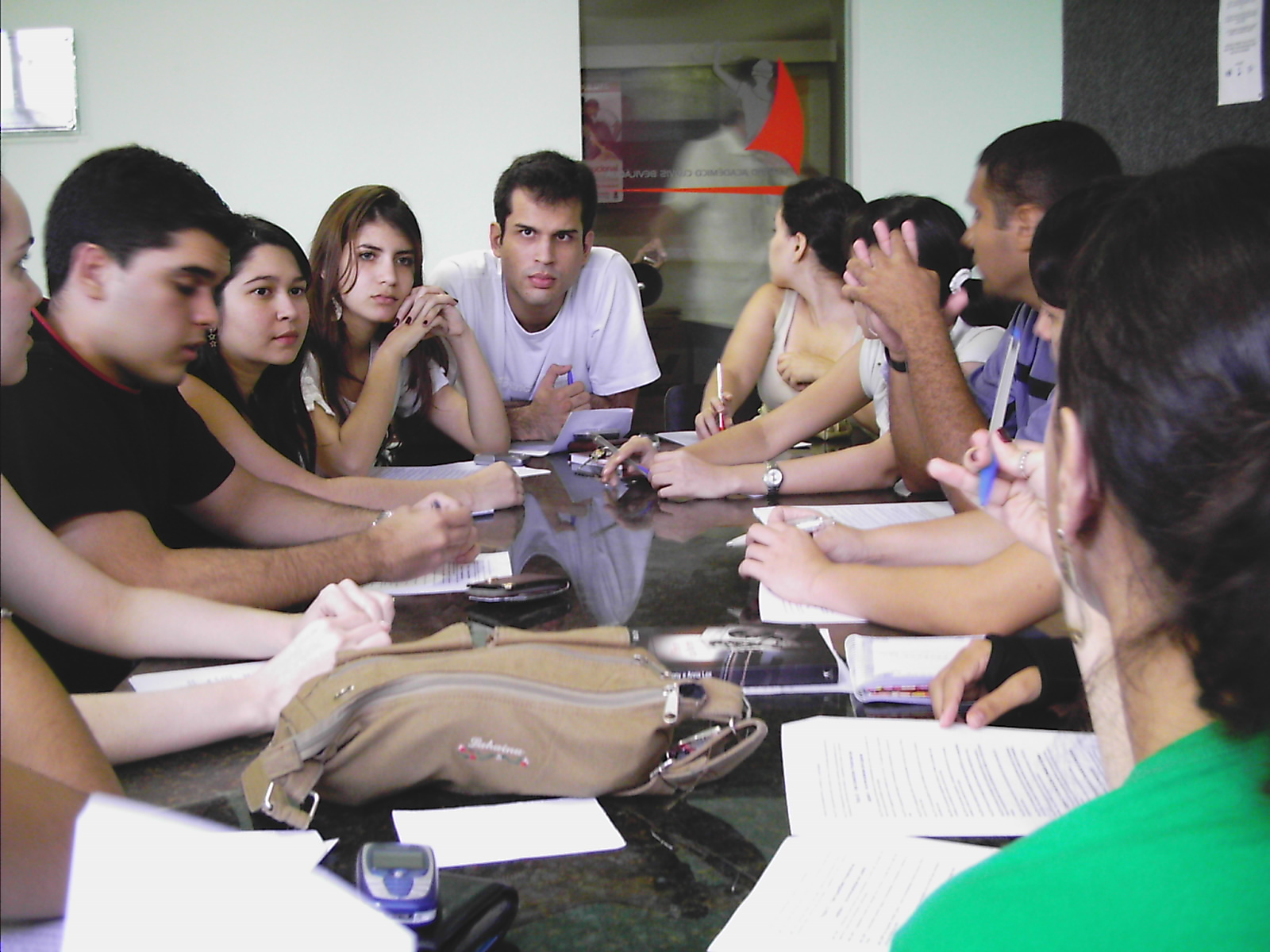
Alunos do curso de Direito da UFC no Centro Acadêmico Clóvis Beviláqua

### Ingresso
O ingresso na instituição se dava, até o ano de 2009, através do exame vestibular, organizado pela Coordenadoria de Concursos e Vestibulares (CCV), órgão ligado à Universidade. A partir de 2010, o vestibular foi inteiramente substituído pelo Exame Nacional do Ensino Médio, exame necessário para a inscrição e concorrência das vagas ofertadas pelo Sistema de Seleção Unificada.
No SiSU 2013, a UFC foi a instituição mais procurada pelos estudantes de todo o país, com 133 923 inscritos em seus cursos, ficando à frente da UFRJ, com 115 794 estudantes disputando suas vagas. No mesmo ano, o curso de Medicina da Instituição foi o mais concorrido do país, com 21 848 inscritos disputando 320 vagas, a maior oferta entre todos os estados.
Atendendo a Lei 12.711/2012 do Governo Federal, UFC disponibiliza 50% de suas vagas para alunos oriundos de escolas públicas, adotando integralmente o sistema de ações afirmativas.

### Assistência estudantil
A preocupação com a assistência estudantil é contemplada pela legislação brasileira desde a Constituição de 1934, que garantia a todos os graus de ensino as condições de eficiência escolar, sendo, portanto anterior à criação da UFC. Entretanto, somente com a Lei de Diretrizes e Bases da Educação de 1961, Lei Nº4624/61, é que a assistência foi considerada como um direito à permanência do estudante nos estabelecimentos de ensino.
A assistência ao corpo discente, em especial aos estudantes comprovadamente carentes de recursos financeiros, sempre foi uma importante pauta para a UFC, resultando, logo nos primórdios da Universidade, no surgimento do Clube de Estudantes Universitários (CEU) que tinha como finalidade aglutinar todas as atividades assistenciais, culturais e desportivas. A administração das atividades voltadas para os estudantes coube à Divisão de Assistência Estudantil (DAE). Através do CEU foi criado o Restaurante Universitário, que passou a funcionar em 1957, fornecendo uma alimentação praticamente gratuita aos discentes. No pavimento superior, as instalações foram adaptadas à moradia estudantil, constituindo o primeiro espaço construído para ser uma Residência Universitária. Em 1966, devido a necessidade de uma descentralização administrativa, surgiu a Vice-Reitoria de Assuntos Estudantis para tratar dos assuntos próprios da Assistência Estudantil. Em 1969, as Vice-Reitorias foram transformadas em Pró-Reitorias dando origem à Pró-Reitoria de Assuntos Estudantis.
Atualmente o Programa de Assistência ao Estudante da UFC funciona com base nas orientações do Programa Nacional de Assistência Estudantil (PNAES). Pertencem ao Programa de Assistência ao Estudante: Programa Ajuda de Custo, que concede ajuda de custo aos estudantes dos cursos de graduação que desejam apresentar trabalhos em eventos; Programa Auxílio Moradia, que objetiva propiciar a permanência de estudantes dos campi da UFC no interior, através da complementação de despesas com moradia, transporte e alimentação; Programa Bolsa Incentivo ao Desporto, que incentiva os estudantes a incrementarem seu desempenho desportivo e acadêmico, mediante atuação em atividades relativas à gestão desportiva e rendimento desportivo; Programa Bolsa de Iniciação Acadêmica (BIA), que propicia aos estudantes carentes de cursos de graduação presenciais condições financeiras para melhorar suas condições de permanência dentro da Universidade, mediante atuação em locais vinculados às unidades acadêmicas e administrativas da UFC; Programa de Apoio Pedagógico ao Estudante Universitário (PAPEU), que disponibiliza apoio pedagógico e psíquico aos alunos; Programa Residência Universitária, que assiste estudantes dos cursos de graduação da UFC oriundos de famílias de baixo poder aquisitivo do interior do Ceará ou de outros Estados, assegurando-lhes moradia e alimentação; e Programa Restaurante Universitário, que proporciona alimentações equilibradas a um baixo custo para estudantes, servidores e docentes.

### Egressos
A UFC organizou em 2018 por meio da resolução 45 as distinções "Cum Laude" (com honras), "Magna cum Laude" (con grandes honras) e "Summa cum Laude" (com a maior honra), concedidas àqueles que tiveram Índice de Rendimento Acadêmico (IRA) superior a 8.500, completaram o curso no tempo padrão, sem reprovações e trancamentos, dentre outros critérios estabelecidos pelos cursos, para os ex-alunos que solicitarem às coordenações de seus cursos.
Nesta universidade notáveis personalidades obtiveram sua formação. Os cantores Falcão e Ednardo; os escritores Moreira Campos, Lira Neto, Tércia Montenegro e Socorro Acioli; os historiadores Airton de Farias e Raimundo Girão; os médicos José Sarto Nogueira Moreira, Mão Santa e Roberto Cláudio; a cantora Mona Gadelha; os jornalistas Demócrito Rocha e Nonato Albuquerque; o compositor Fausto Nilo; os empresários José Dias de Macedo e Edson Queiroz Filho; o professor Artur Bruno; o humorista Renato Aragão; a ativista Maria Luíza Fontenele; ator Emiliano Queiroz; além de políticos como Ciro Gomes, Cid Gomes, Luizianne Lins, Gonzaga Mota e João Alfredo.

## Pesquisa
A Universidade Federal do Ceará é considerada um pólo de excelência em desenvolvimento científico e referência no Norte-Nordeste. Em 2002, dois trabalhos desenvolvidos pelos pesquisadores do Laboratório de Farmacologia da Inflamação e do Câncer sobre câncer e novas abordagens terapêuticas nos processos de quimioterapia, com participação do Instituto do Câncer do Ceará e do Hospital das Clínicas Walter Cantídio, foram destaque internacional, tendo sido premiados como os melhores do III International Congress of Oncology and Immune-Biomodulation (ICOI-2002), realizado na cidade de São Paulo. Já no ano de 2013, o Centro de Tecnologia teve dois artigos publicados em importantes publicações científicas internacionais: um, desenvolvido em parceria com a Universidade de São Paulo acerca de uma técnica que permite a identificação de falhas em microestruturas internas de aço e concreto e o outro, assinado pelo Prof. Iran Eduardo Lima, do Departamento de Engenharia Hidráulica, apresenta propostas de modelos matemáticos em uma técnica nomeada "plumas de bolhas" que procura injetar oxigênio em lagos, açudes e outros reservatórios poluídos por micro-organismos e algas e que foi escolhido pelo Journal of Hydraulic Engineering como o melhor de 2012.
Em parceria com o Instituto Doutor José Frota, o Núcleo de Pesquisa e Desenvolvimento de Medicamentos da Universidade vem pesquisando o uso de pele de tilápia no tratamento e recuperação de pacientes que sofreram queimaduras. Após a aprovação pela Anvisa, os testes em humanos começaram no segundo semestre de 2016, e dos 30 pacientes, 23 já haviam tido alta até novembro.

### Periódicos científicos
A UFC editora os seguintes periódicos:
- Argumentos - Revista de Filosofia (vinculado ao Programa de Pós-Graduação em Filosofia da UFC);
- Arquivos de Ciências do Mar (vinculado ao Instituto de Ciências do Mar (LABOMAR) da UFC);
- Revista Brasileira de Higiene e Sanidade Anmal;
- Revista de Ciências Sociais;
- Contextus - Revista Contemporânea de Economia e Gestão;
- Revista Dialectus (vinculado ao Programa de Pós-Graduação em Filosofia da UFC);
- Entrelaces: Revista do Programa de Pós-Graduação em Letras da UFC;
- Extensão em Ação (vinculado à Pró-Reitoria de Extensão da UFC);
- Revista Eletrônica do GEPPELE;
- Revista Ciência Agronômica;
- Informação em Pauta (vinculado ao Programa de Pós-Graduação em Ciência da Informação da UFC);
- Educação em Debate (vinculado ao Programa de Pós-Graduação em Educação Brasileira da UFC);
- Revista Labor;
- Revista de Letras;
- Revista de Medicina da UFC;
- Nomos: Revista do Programa de Pós-Graduação em Direito da UFC;
- Rev Rene (vinculado ao Programa de Pós-Graduação em Enfermagem da UFC);
- Revista Passagens (vinculado ao Programa de Pós-Graduação em Comunicação da UFC);
- Revista de Psicologia;
- RESDITE.

## Ensino

### Graduação
A Universidade Federal do Ceará possui 108 cursos de graduação, que abrangem todas as áreas do conhecimento e são distribuídos entre bacharelados e licenciaturas, nos períodos integral, matutino, vespertino e noturno. Cada curso está vinculado a uma unidade acadêmica.
Ciências Agrárias
- Agronomia
- Economia Ecológica
- Engenharia de Alimentos
- Engenharia de Pesca
- Zootecnia

Ciências da Saúde
- Educação Física
- Enfermagem
- Farmácia
- Fisioterapia
- Medicina
- Odontologia

Ciências Biológicas
- Ciências Biológicas
- Biotecnologia

Ciências Exatas e da Terra
- Ciências Ambientais
- Ciência da Computação
- Ciência de Dados
- Estatística
- Física
- Geografia
- Geologia
- Matemática
- Oceanografia
- Química
- Sistemas de Informação
- Sistemas e Mídias Digitais

Engenharias
- Engenharia Ambiental
- Engenharia Civil
- Engenharia da Computação
- Engenharia Elétrica
- Engenharia de Energias Renováveis
- Engenharia Química
- Engenharia Mecânica
- Engenharia Metalúrgica
- Engenharia de Minas
- Engenharia de Petróleo
- Engenharia de Produção
- Engenharia de Software
- Engenharia de Telecomunicações

Ciências Humanas
- Ciências Sociais
- Filosofia
- História
- Pedagogia
- Psicologia

Ciências Sociais Aplicadas
- Administração de Empresas
- Arquitetura e Urbanismo
- Biblioteconomia
- Ciências Atuariais
- Ciências Contábeis
- Ciências Econômicas
- Comunicação Social: jornalismo
- Comunicação Social: publicidade e propaganda
- Design de Moda
- Design
- Direito
- Finanças
- Gestão de Políticas Públicas
- Secretariado Executivo

Linguística, Letras e Artes
- Cinema e Audiovisual
- Dança
- Gastronomia
- Letras
  - Inglês
  - Português
  - Espanhol
  - Libras
  - Intercultural Indígena
- Música
- Teatro

Tecnológicos

- Análise e Desenvolvimento de Sistemas
- Ciência de Dados
- Redes de Computadores
- Segurança da Informação

### Pós-graduação
A UFC possui 123 cursos de pós-graduação, sendo 58 lato sensu (especialização) e 116 stricto sensu (mestrado, doutorado). De forma semelhante aos cursos de graduação, cada programa de pós-graduação está vinculado a uma unidade acadêmica. Em 2015, a universidade dispunha de 1 642 bolsas da Coordenação de Aperfeiçoamento de Pessoal de Nível Superior (CAPES), 451 bolsas do Conselho Nacional de Desenvolvimento Científico e Tecnológico (CNPq), 725 bolsas da Fundação Cearense de Apoio ao Desenvolvimento Científico e Tecnológico (FUNCAP) e 608 bolsas da própria universidade exclusivas para pós-graduação.

## Organização

### Administração

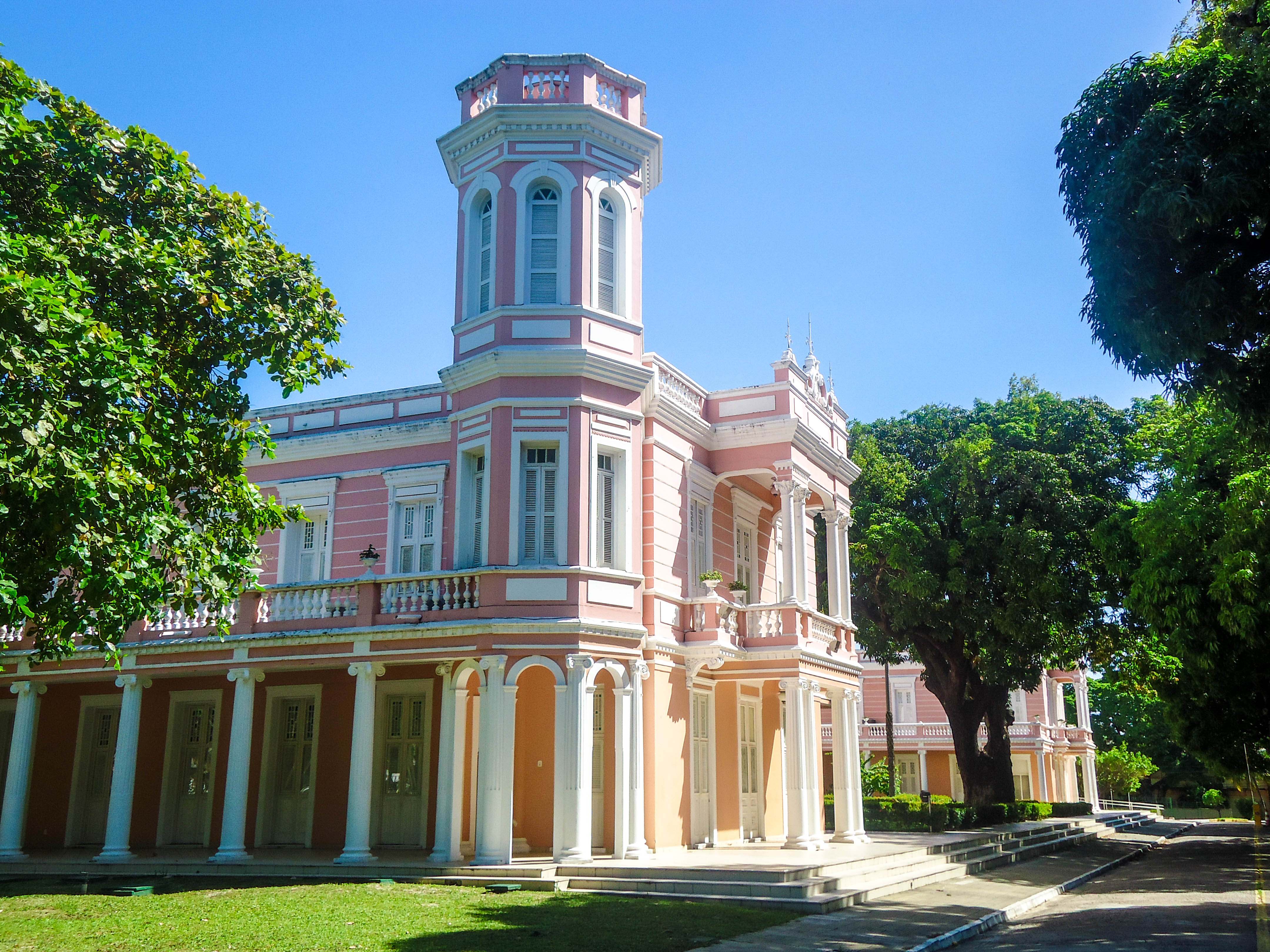
Reitoria da UFC.

A Universidade Federal do Ceará é uma autarquia, de direito público, vinculada ao Ministério da Educação.
A UFC é regida administrativa e juridicamente de acordo com seu Estatuto, Regimento Geral e Regimento Interno de suas diversas unidades. A administração e coordenação das atividades universitárias são exercidas em dois níveis: Administração Superior e Administração Acadêmica.
A Administração Superior é exercida através do Conselho Universitário (CONSUNI), órgão superior deliberativo e consultivo responsável por traçar a política universitária e decidir em matéria de administração, inclusive gestão econômico-financeira; do Conselho de Ensino, Pesquisa e Extensão (CEPE), órgão superior deliberativo e consultivo da Universidade, em matéria de ensino, pesquisa e extensão; do Conselho de Curadores (CONCUR), órgão de deliberação coletiva, integrante da Administração Superior da UFC, que tem como finalidade exercer as atribuições de fiscalização econômico-financeira da Instituição, e da Reitoria, órgão superior executivo que tem por finalidade planejar, organizar, coordenar, dirigir e controlar as atividades de administração em geral, de planejamento, de assuntos estudantis, de graduação, de pós-graduação, de pesquisa e de extensão no âmbito da Universidade.

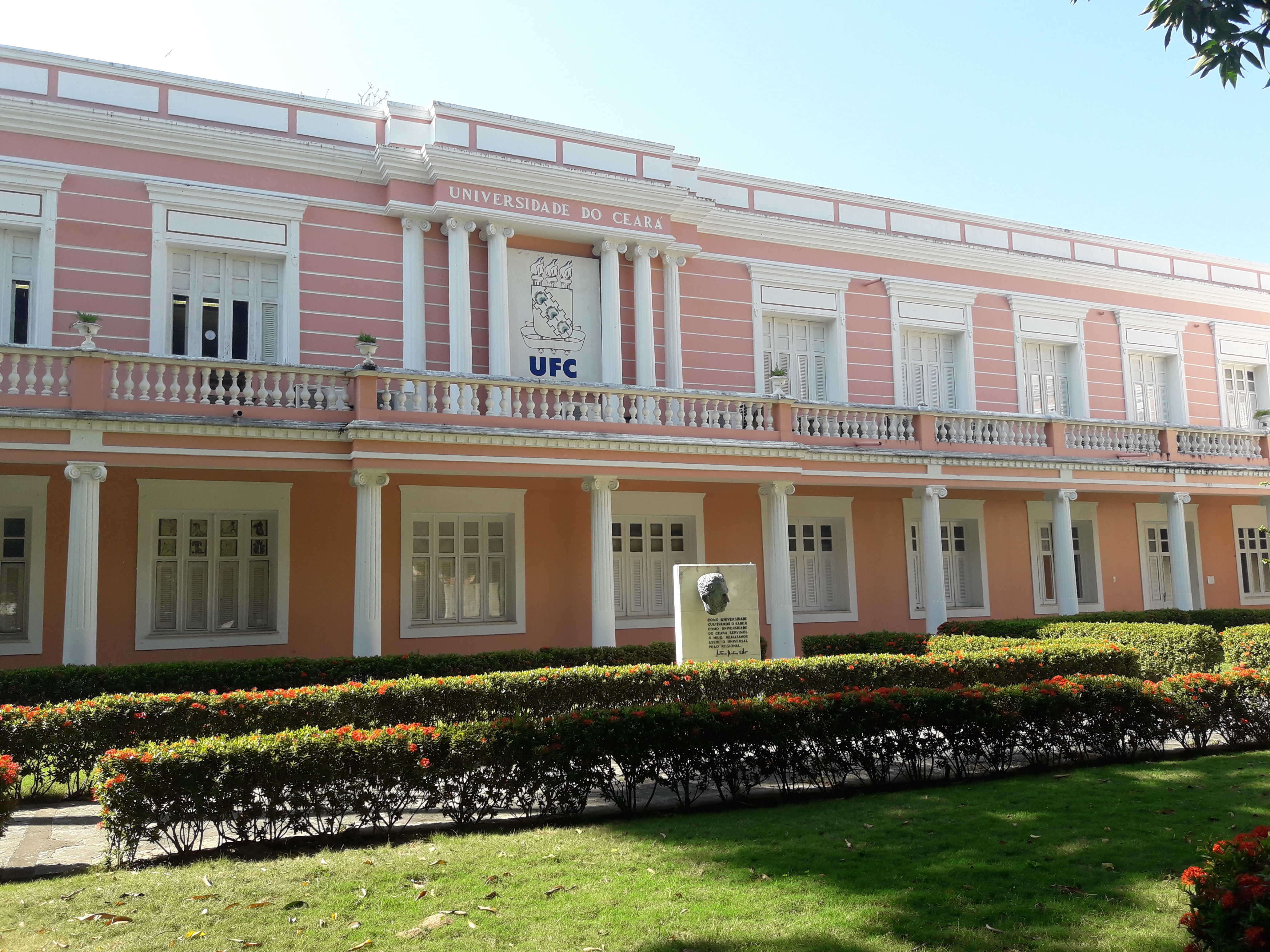
A Reitoria da UFC fica localizada no Campus Benfica.

A Administração Acadêmica diz respeito à organização das unidades acadêmicas da Universidade. Os departamentos são coordenados por unidades, com a denominação de Centros ou Faculdades. Os departamentos constituem a menor fração da estrutura universitária, para todos os efeitos de organização administrativa e didático-científica, bem como de distribuição de pessoal, exceto nos casos dos campi de Sobral, Quixadá, Russas, Crateús e dos Institutos de Ciências do Mar, Cultura e Arte, Universidade Virtual e de Educação Física e Esportes, nos quais as unidades acadêmicas são constituídas pelas coordenações dos cursos. Nas unidades acadêmicas do Interior do Estado foi criada uma estrutura acadêmico-administrativa diferenciada. A opção foi de não criar departamentos; portanto, as unidades acadêmicas são os próprios campi, constituídos pelas coordenações dos cursos existentes.
A instituição é dirigida por um reitor auxiliado por um vice-reitor e sete pró-reitores. O reitor e o vice-reitor são nomeados pelo Presidente da República e escolhidos entre os professores dos dois níveis mais elevados da carreira ou que possuam título de doutor e cujos nomes constem em listas tríplices organizadas pelo Conselho Universitário através de eleições realizadas a cada quatro anos. As listas tríplices para nomeação do reitor e do vice-reitor são encaminhadas ao Ministério da Educação até sessenta dias antes de concluídos os mandatos dos titulares em exercício. Em geral, o ministro respeita a decisão da comunidade acadêmica, escolhendo o primeiro colocado.
As pró-reitorias que compõem a administração universitária são as seguintes: Pró-Reitoria de Administração (PRADM), Pró-Reitoria de Assuntos Estudantis (PRAE), Pró-Reitoria de Extensão (PREX), Pró-Reitoria de Gestão de Pessoas (PROGEP), Pró-Reitoria de Graduação (PROGRAD), Pró-Reitoria de Pesquisa e Pós-Graduação (PROPPG), Pró-Reitoria de Cultura da UFC (PROCULT) e a Pró-Reitoria de Planejamento (PRPL).  Com o papel de órgãos de execução, ainda há a Superintendência de Infraestrutura (UFC Infra), responsável por supervisionar, coordenar, gerir e controlar as atividades relacionadas a projetos, obras, manutenção, recuperação e atividades auxiliares no âmbito da Universidade; e a Superintendência de Hospitais Universitários.

## Pró-Reitorias
| Pró-Reitorias                | Site                       |
| ---------------------------- | -------------------------- |
| Assuntos Estudantis          | www.prae.ufc.br            |
| Extensão                     | www.prex.ufc.br            |
| Gestão de Pessoas            | www.progep.ufc.br          |
| Graduação                    | www.prograd.ufc.br         |
| Pesquisa e Pós-Graduação     | www.prppg.ufc.br           |
| Planejamento e Administração | www.proplad.ufc.br         |
| Relações Internacionais      | www.prointer.ufc.br        |
| Cultura                      | https://procult.ufc.br/pt/ |

### Números
De acordo com seu anuário estatístico de 2015, ao todo, a Universidade possui 37 unidades e órgãos suplementares. Seu corpo discente é composto por 26 255 estudantes de graduação com matrículas ativas, tendo 2 840 concludentes por ano; já na pós-graduação, são 1 861 alunos de especialização, 2 770 de mestrado e 2 416 de doutorado. De um total de 1 932 docentes efetivos, 1 487 são doutores e 373 mestres. E cerca de 3 416 servidores técnicos administrativos.

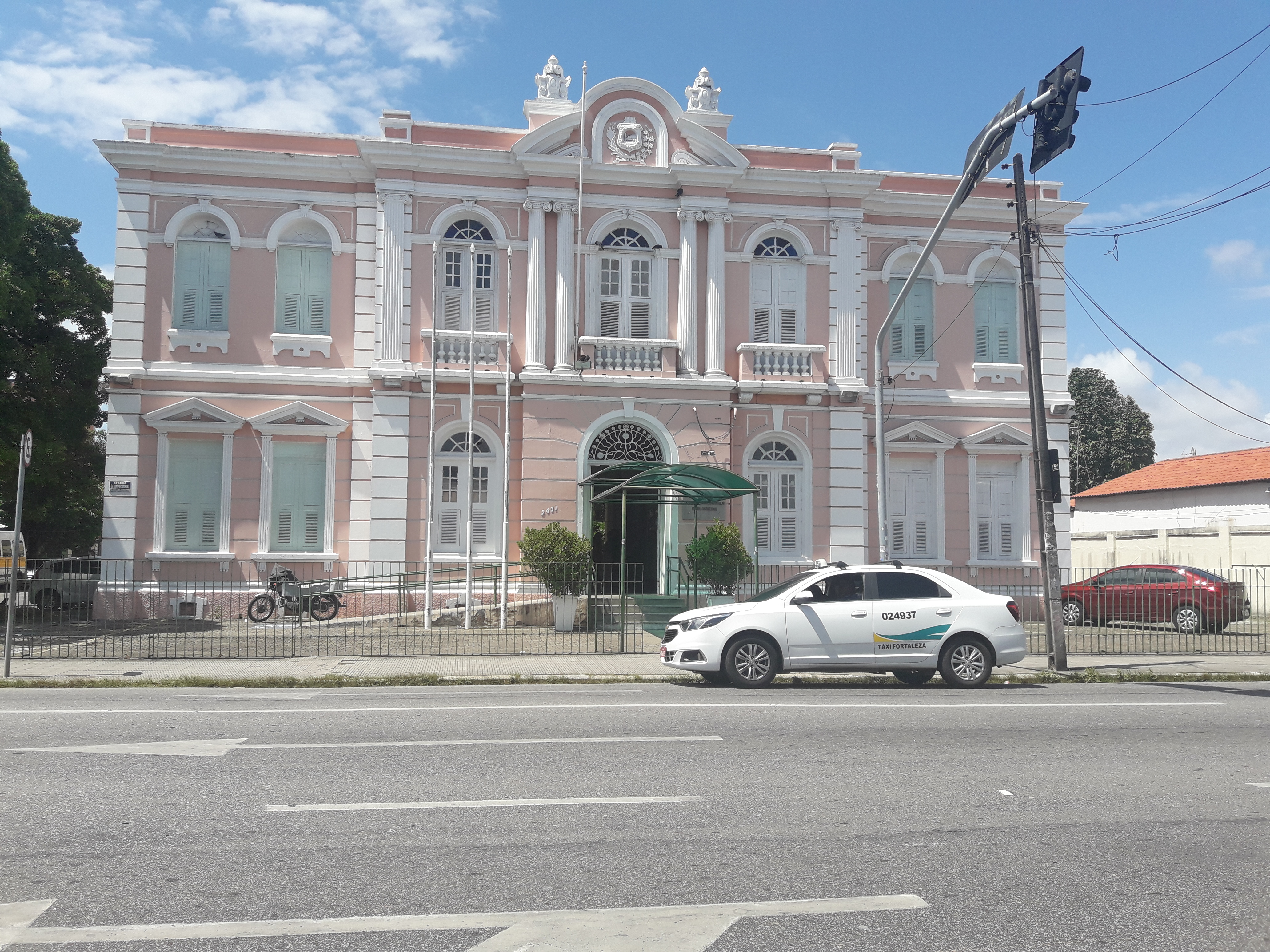
FEAAC - UFC

### Unidades acadêmicas
- Centro de Ciências (CC)
- Centro de Ciências Agrárias (CCA)
- Centro de Humanidades (CH)
- Centro de Tecnologia (CT)
- Faculdade de Direito (FADIR)

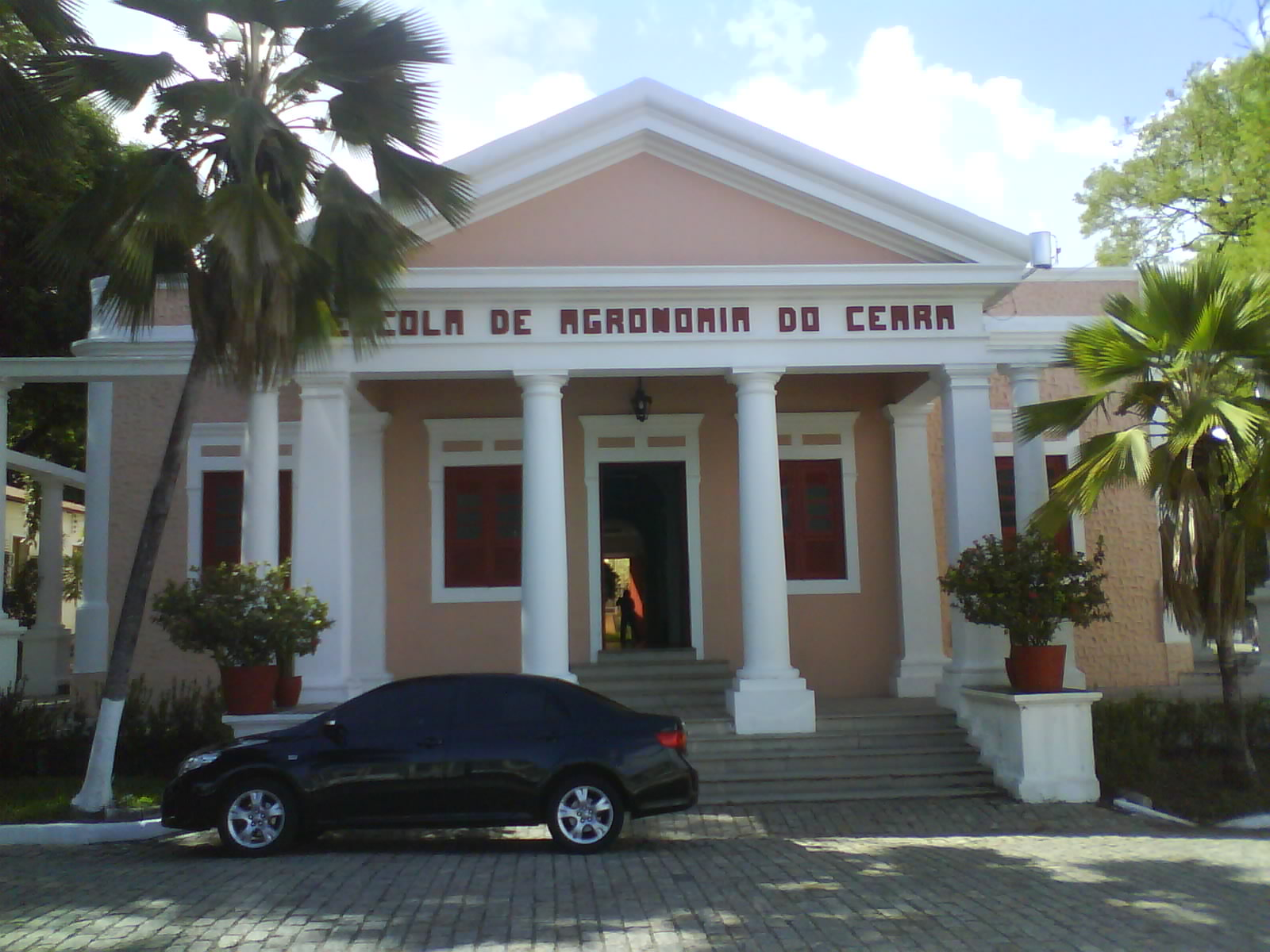
Centro de Ciências Agrárias da Universidade Federal do Ceará (CCA).

- Faculdade de Economia, Administração, Atuária e Contabilidade (FEAAC)
- Faculdade de Educação (FACED)
- Faculdade de Farmácia, Odontologia e Enfermagem (FFOE)
- Faculdade de Medicina (FAMED)
- Instituto de Ciências do Mar (Labomar)
- Instituto de Cultura e Arte (ICA)
- Instituto de Educação Física e Esportes (IEFES)
- Instituto Universidade Virtual (IUVi)

### Órgãos suplementares
- Biblioteca Universitária

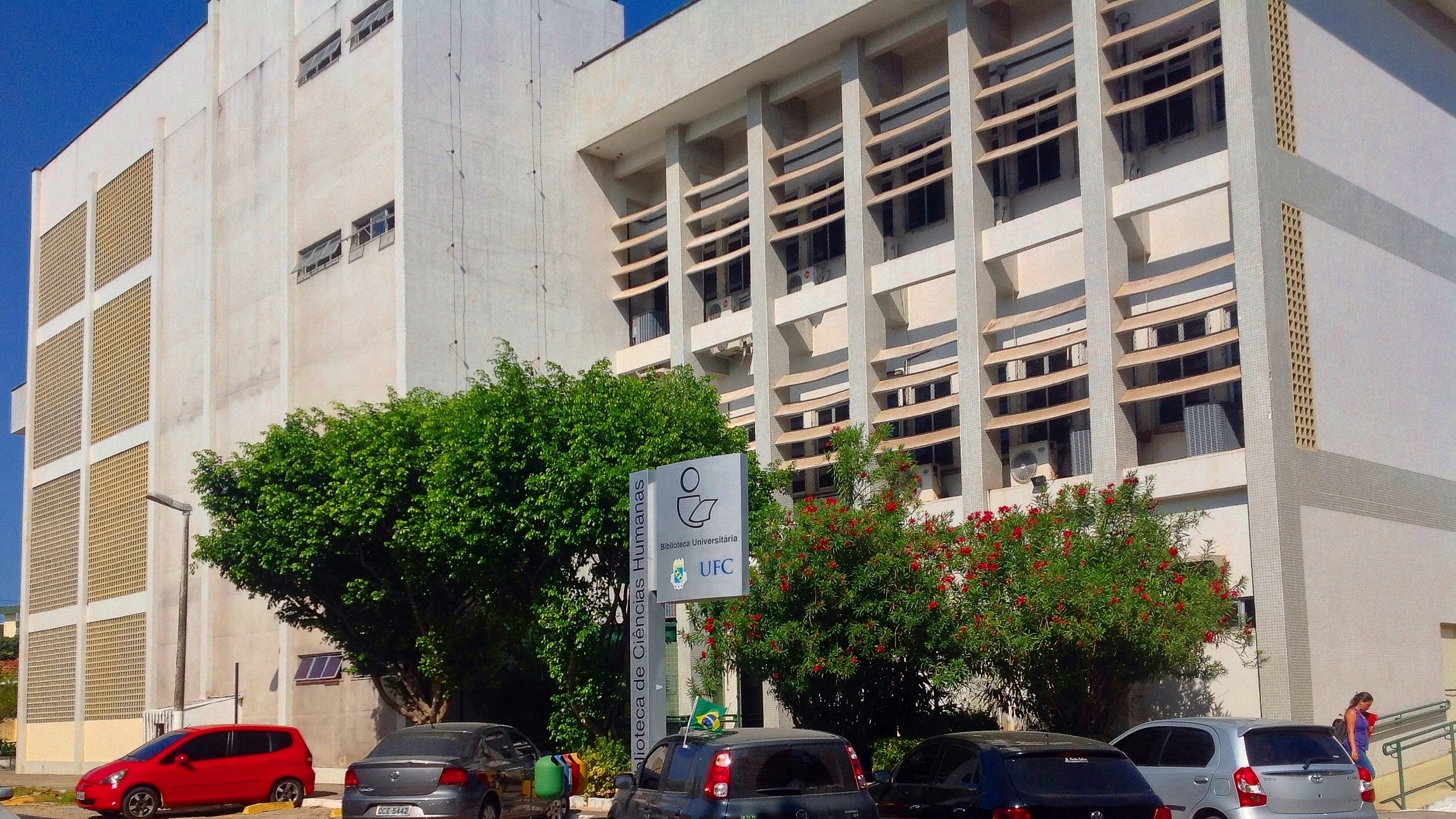
Biblioteca de Ciências Humanas da UFC (BCH)

  - Biblioteca Central do Campus do Pici (BCCP)
  - Biblioteca das Casas de Cultura Estrangeira (BCCE)
  - Biblioteca de Ciências da Saúde (BCS)
  - Biblioteca de Ciências Humanas (BCH)
  - Biblioteca do Curso de Arquitetura (BCA)
  - Biblioteca do Curso de Física (BCF)
  - Biblioteca do Curso de Matemática (BCM)
  - Biblioteca da Faculdade de Direito (BFD)
  - Biblioteca da Faculdade de Economia, Administração, Atuária e Contabilidade (BFEAAC)
  - Biblioteca do Instituto de Ciências do Mar (BICM)
  - Biblioteca de Pós-Graduação em Economia (BPGEC)
  - Biblioteca de Pós-Graduação em Economia Agrícola (BPGEA)
  - Biblioteca de Pós-Graduação em Engenharia (BPGE)
  - Biblioteca de Medicina de Sobral (BMS)
  - Biblioteca do Campus de Cratéus (BCCR)
  - Biblioteca do Campus de Quixadá (BCQ)
  - Biblioteca do Campus de Russas (BCR)
  - Biblioteca do Campus de Sobral (BCSO)
  - Biblioteca do Campus de Itapajé (BCI)
  - Biblioteca do Museu de Arte (BMAUC)

- Casa José de Alencar:

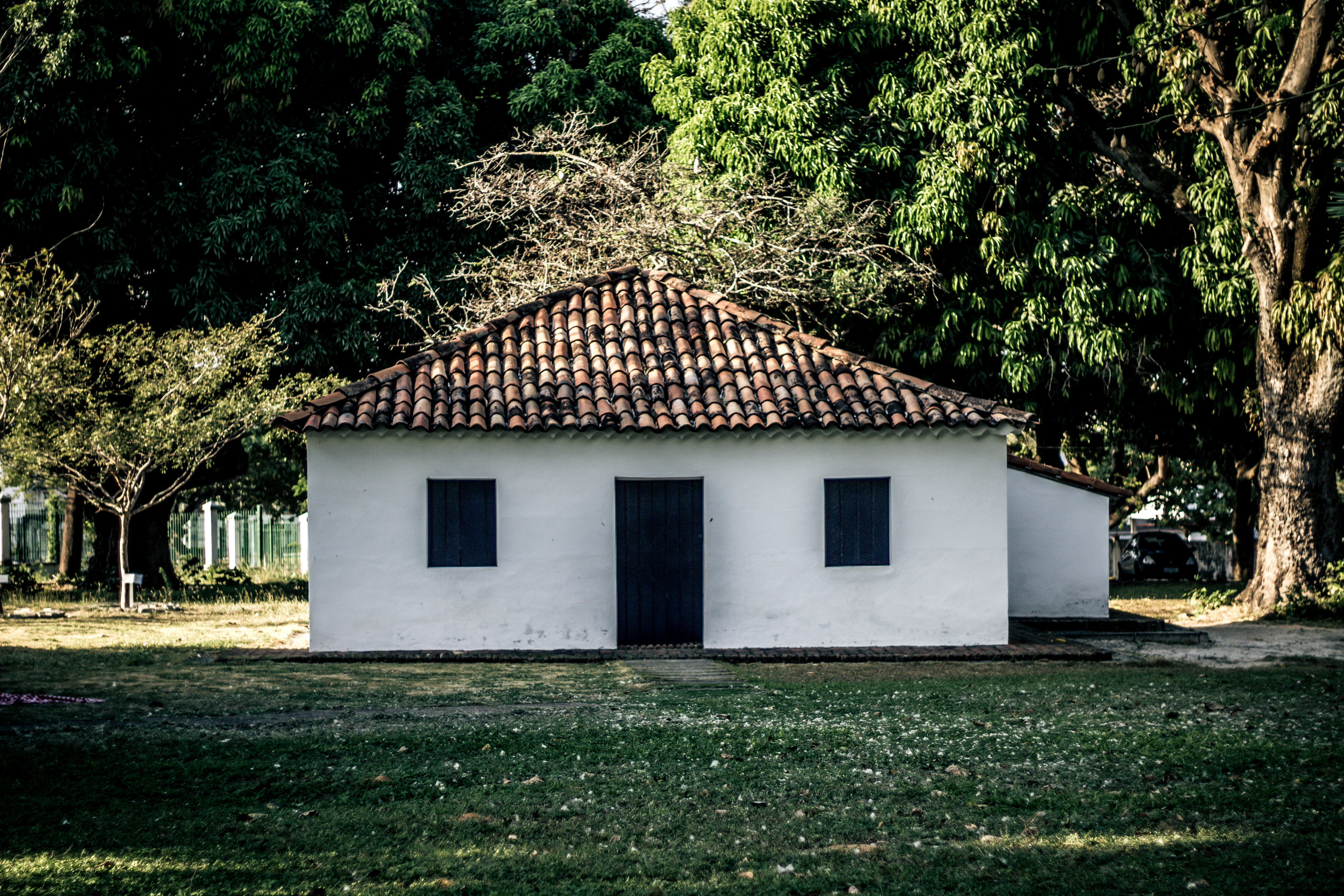
A Casa José de Alencar é mantida pela Universidade Federal do Ceará.

Adquirida pela UFC em 1965, a Casa José de Alencar conta com museu, auditório, biblioteca, pinacoteca, centro de treinamento, além das ruínas do primeiro engenho a vapor do Ceará e a casa onde nasceu o renomado escritor cearense. Conta com visitação gratuita ao espaço e acervo.
- Museu de Arte da Universidade Federal do Ceará (MAUC):

Criado em 1961, mantém a preocupação constante de desenvolver e fortalecer as artes plásticas no Estado, papel este observado desde a sua fundação, quando firmou-se como importante centro de preservação da cultura artística cearense, quer das expressões mais populares quer daquelas de caráter erudito. O Museu conta com cinco salas permanentes, que homenageiam importantes artistas cearenses: Aldemir Martins, Antônio Bandeira, Chico da Silva, Descartes Gadelha e Raimundo Cela. O museu conta, ainda, com maior coleção de xilogravura de cordel do Brasil.
- Casa Amarela Eusélio OliveiraCasa Amarela Eusélio Oliveira:

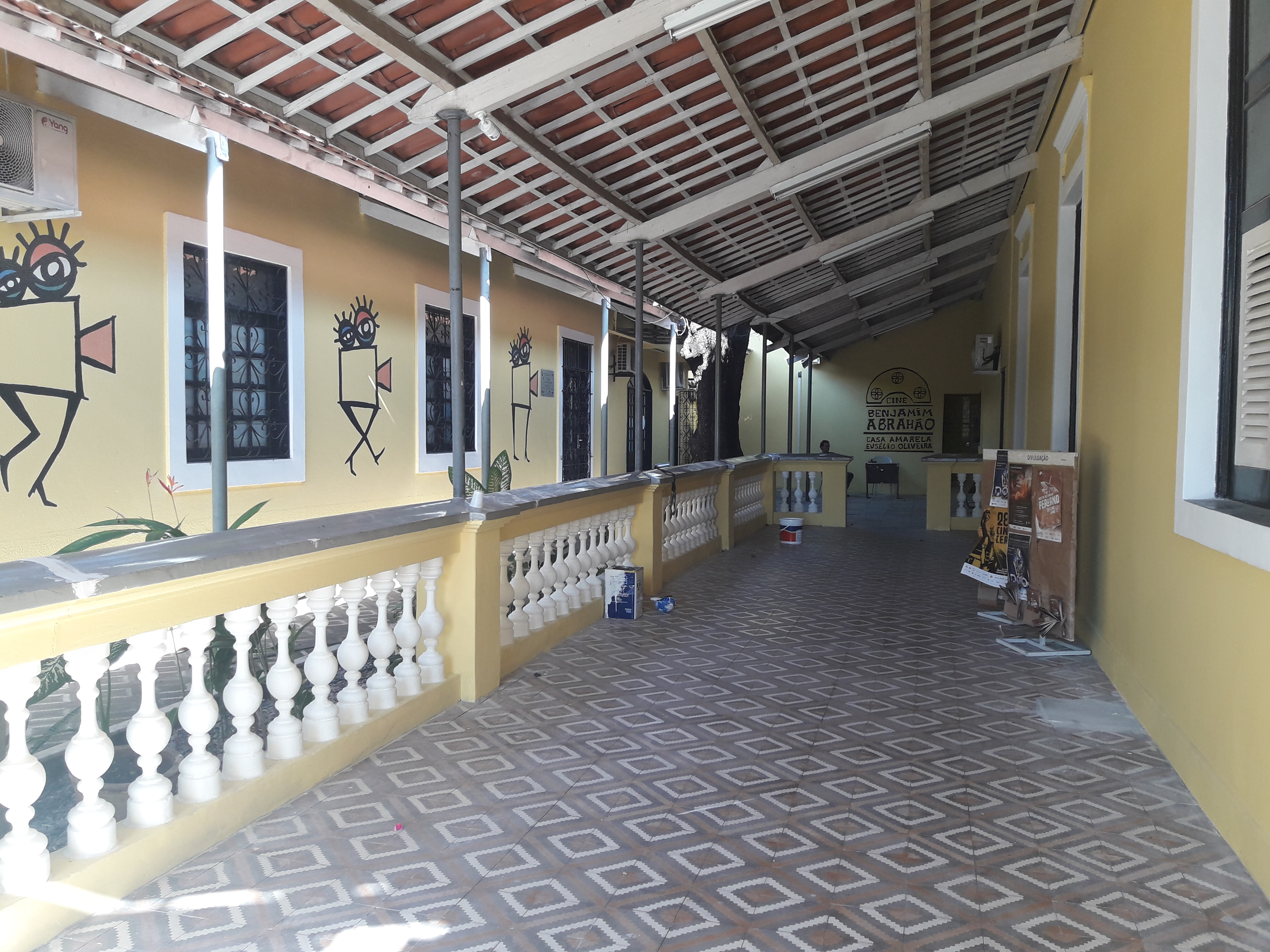
Casa Amarela Eusélio Oliveira

Criada em 1972, oferece cursos nas áreas de cinema, fotografia e animação, além de formar plateias para a área de audiovisual, difundindo a memória do povo cearense. Dispõe de vasto acervo de filmes, vídeos e fotografias. Promove o Cine Ceará, terceiro maior festival de cinema do Brasil, e disponibiliza uma videoteca para estudantes, professores da Universidade e população em geral. A Casa dispõe de laboratório de fotografia, núcleo de animação, ilhas de edição, salas para cursos de fotografia, cinema e vídeo e um cinema, o Cine Benjamin Abraão.
- Teatro Universitário Paschoal Carlos Magno:

Surge em 1964 a partir da compra do antigo Teatro Santa Maria, então pertencente ao Educandário Santa Maria, pela Universidade Federal do Ceará. Em 1965, foi reinaugurado como Teatro Universitário, anexo à sede do Curso de Arte Dramática (CAD) da Universidade, fundado em 1960.
- Seara da Ciência:

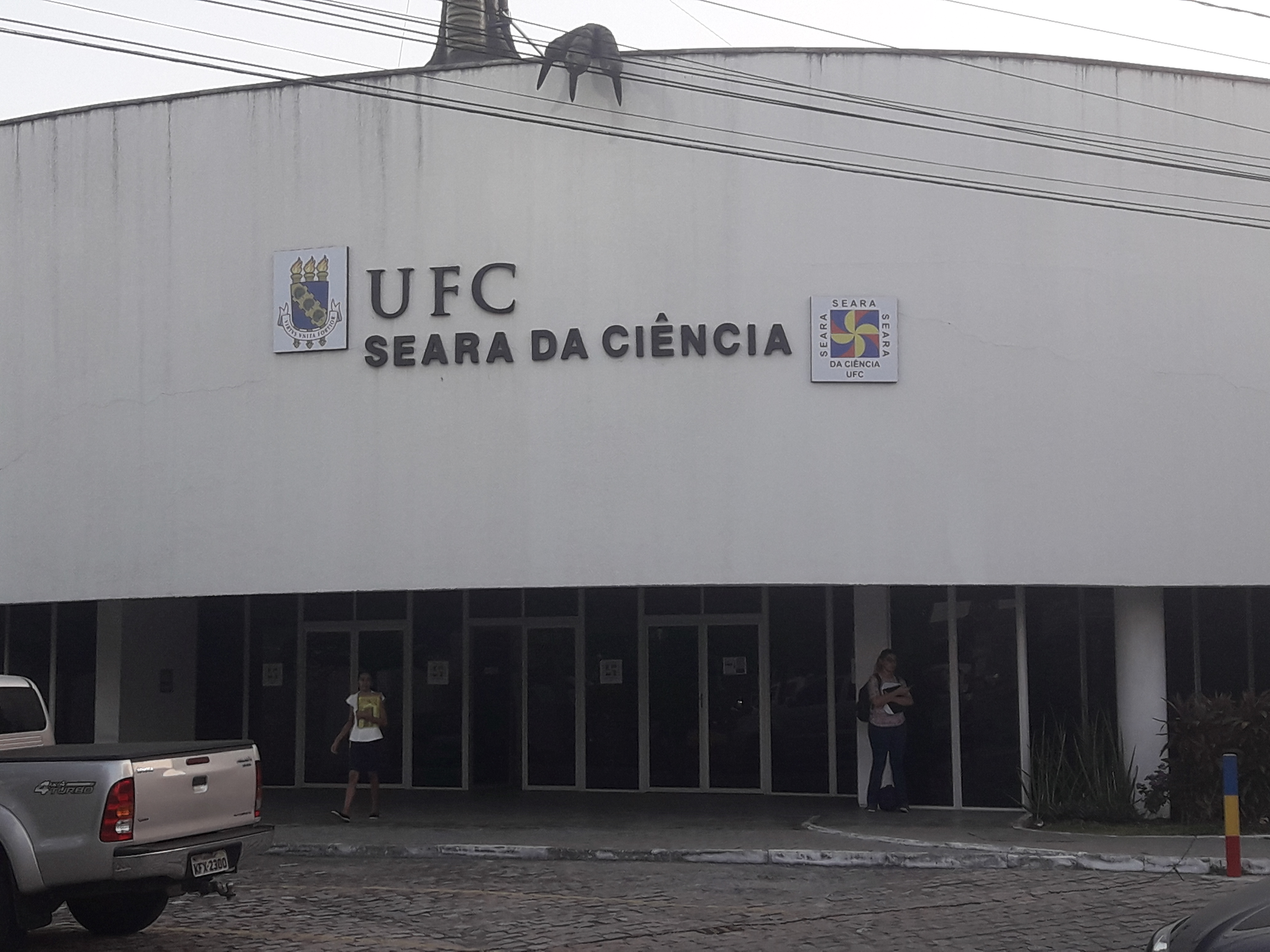
O Seara da Ciência é mantido pela Universidade Federal do Ceará

É o espaço de divulgação científica e tecnológica da Universidade Federal do Ceará. Procura estimular a curiosidade pela ciência, cultura e tecnologia, mostrando suas relações com o cotidiano e promovendo a interdisciplinaridade entre as diversas áreas do conhecimento. Possui laboratórios de pesquisa e salões de exposição dedicados à popularização da ciência e da tecnologia, sobretudo entre estudantes dos ensinos fundamental e médio, aproximando Universidade e escola.
- Rádio Universitária:

Inaugurada em 1981, é uma das emissoras públicas de maior prestígio no Ceará. Importante espaço de difusão da cultura musical nordestina e cearense, a rádio é responsável pela realização de uma programação segmentada, educativa e diversificada, composta de música, conteúdo e informação.
- Concha Acústica
- Imprensa Universitária:

Criada a partir da aquisição da Tipografia Lusitana em 1956, a Imprensa Universitária, além dos serviços relativos à produção de impressos e publicações de informativos, periódicos, revistas e trabalhos especializados e acadêmicos da UFC, é responsável ainda pela edição de livros didáticos, científicos e literários, e pela reedição de obras culturais de grande significação, esgotadas, esquecidas ou ameaçadas de desaparecimento no Ceará.
- Editora da UFC:

Criada em 1980 e desvinculada da Imprensa Universitária em 2007, tem procurado ao longo dos anos canalizar, através do livro, a produção intelectual da comunidade universitária, rompendo os umbrais dos campi, e desta forma atingindo o grande público.

### Complexo hospitalar
- Hospital Universitário Walter Cantídio:

O Hospital Universitário Walter Cantídio da Universidade Federal do Ceará, inaugurado em 1959 como Hospital das Clínicas, é um centro de referência para a formação profissional e o desenvolvimento de pesquisas na área da saúde e desempenha importante papel na assistência à saúde do Estado do Ceará, É integrado ao Sistema Único de Saúde (SUS). Como centro de referência para ensino, serve como campo de estágio para os alunos de graduação e pós-graduação dos cursos de Medicina, Enfermagem e Farmácia da UFC, assim como recebe os alunos da área da saúde de outras universidades do Estado. Reúne qualificados profissionais e nele são gerados conhecimentos na área de pesquisa clínica, cirúrgica e farmacologia clínica. Possui mais de 250 leitos, incluindo leitos de UTI Clínica e UTI de pós-operatório, além de 125 consultórios, e diversas salas de cirurgia. É referência em transplantes, sendo o maior centro de transplante de fígado da América Latina. Em 2014, HUWC sozinho já havia feito mais transplantes de fígado que o México (106 transplantes, dados relativos a 2012) ou Chile (74 transplantes, em 2012).
- Maternidade-Escola Assis Chateaubriand:

Inaugurada 1965, é referência no Nordeste no atendimento de gestantes, com especialidade nos serviços de obstetrícia, ginecologia, mastologia e neonatologia, com destaque no serviço de parto humanizado.
- Clínicas Odontológicas:

São seis clínicas vinculadas ao curso de Odontologia da Faculdade de Farmácia, Odontologia e Enfermagem com dezesseis equipamentos odontológicos em cada, uma clínica de radiologia e um centro cirúrgico. São realizados atendimentos básicos e especializados. Além disso, o curso oferece, também, um serviço de urgência odontológica com funcionamento de 24 horas por dia, incluindo sábados, domingos e feriados.
- Farmácia Escola:

Apoia o ensino farmacêutico nos níveis de graduação e pós-graduação, possibilitando a formação de recursos humanos qualificados na área do medicamento, a geração e transferência de conhecimentos técnico-científicos para a sociedade.

### Unidades de conservação
- ARIE Matinha do Pici:

A Universidade Federal do Ceará abriga,dentro do Campus do Pici, a Área de Relevante Interesse Ecológico da Matinha do Pici, importante área verde de 42,62 hectares que engloba também o Açude Santo Anastácio, a Matinha do Pici também conta com uma relevante biodiversidade de fauna e flora.
- Parque Rachel de Queiroz

### Centro de Aperfeiçoamento dos Economistas do Nordeste
O Centro de Aperfeiçoamento dos Economistas do Nordeste (CAEN), é um centro de pós-graduação em economia, vinculado à Universidade Federal do Ceará.
No ano de 1962, a Faculdade de Ciências Econômicas, foi incorporada à UFC, tendo seu controle transferido para o governo federal. Neste momento, foram desenvolvidos de forma paralela o CETREDE e o CAEN. No momento da criação do CAEN, o objetivo do governo federal era estabelecer, em universidades brasileiras selecionadas, vários centros de pós-graduação em economia. Já de início houve a articulação em torno da Associação Nacional dos Centros de Pós Graduação em Economia – ANPEC fundada já com a participação de todos esses centros. Na época, para o desenvolvimento de tais projetos, houve o aporte financeiro da Ford Foundation, em 1964 e em menor grau, da  SUDENE.
Em 1968 foi estabelecido um “corpo permanente de professores” locais, com dedicação exclusiva ao centro.

## Reitores da UFC
| Reitor                                          | Formação - SE UFC     | Período     |
| ----------------------------------------------- | --------------------- | ----------- |
| Antônio Martins Filho                           | Direito               | 1955 a 1967 |
| Fernando Leite                                  |                       | 1967 a 1971 |
| Walter de Moura Cantídio                        | Medicina              | 1971 a 1975 |
| Pedro Teixeira Barroso                          | Odontologia           | 1975 a 1979 |
| Paulo Elpídio de Menezes Neto                   |                       | 1979 a 1983 |
| José Anchieta Esmeraldo Barreto                 | Matemática            | 1983 a 1987 |
| Raimundo Hélio Leite                            | Matemática - CC       | 1987 a 1991 |
| Antônio de Albuquerque Sousa Filho              | Agronomia - CCA       | 1991 a 1995 |
| Roberto Cláudio Frota Bezerra                   | Agronomia - CCA       | 1995 a 2003 |
| René Teixeira Barreira                          | Ciências Sociais - CH | 2003 a 2006 |
| Luís Carlos Uchôa Saunders                      | Agronomia - CCA       | 2007 a 2007 |
| Ícaro de Sousa Moreira                          | Química - CC          | 2007 a 2008 |
| Jesualdo Pereira Farias                         | Engenharia Mecânica   | 2008 a 2015 |
| Henry de Holanda Campos                         | Medicina - FAMED      | 2015 a 2019 |
| José Cândido Lustosa Bittencourt de Albuquerque | Direito - FACDIR      | 2019 a 2023 |
| Custódio Luís Silva de Almeida                  | Filosofia - ICA       | 2023 -      |

## Campi

### Campiem Fortaleza
A UFC em Fortaleza está dividida em três campi, ocupando uma área urbana de 233 hectares. Além dos campi, existem duas unidades isoladas na Capital: o Instituto de Ciências do Mar (Labomar), no Meireles, e o Sítio Alagadiço Novo que abriga a Casa de José de Alencar, ruínas do primeiro engenho a vapor do Ceará, Museu Arthur Ramos, Pinacoteca Floriano Teixeira, Biblioteca Braga Montenegro e um restaurante no bairro José de Alencar (Alagadiço Novo).

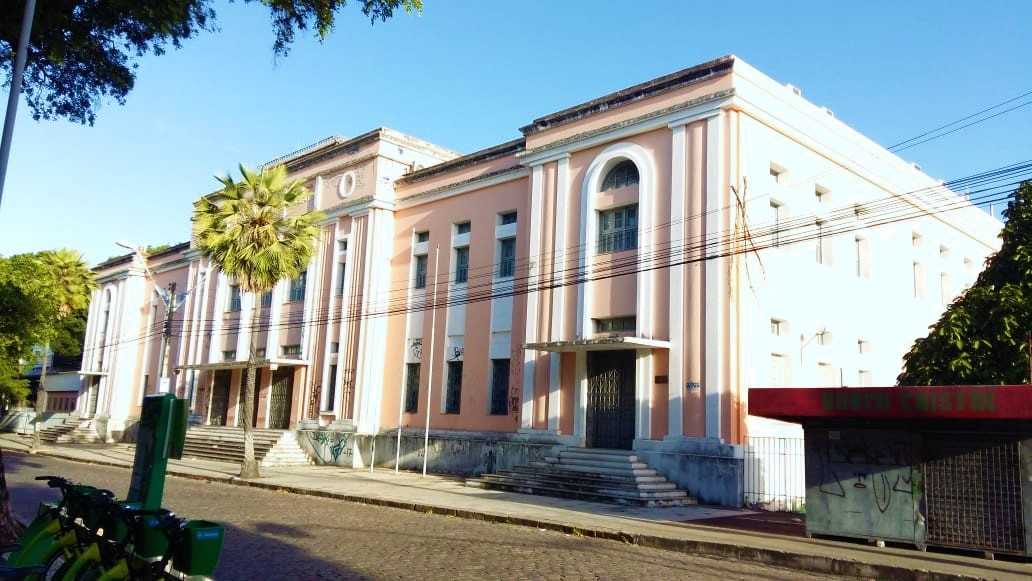
Prédio da Faculdade de Direito da Universidade Federal do Ceará

- Faculdade de Direito da Universidade Federal do Ceará

É o campus em que está sediado o curso do Direito da Universidade Federal do Ceará. Localiza-se no centro da cidade, na Rua Metón de Alencar, em frente a praça da bandeira. É o menor campus do universidade e o mais antigo, o atual prédio foi inaugurado em 1938, antes da fundação da Universidade. A faculdade de direito, apelidada carinhosamente por "FD", foi a alma mater de vários personagens icônicos da história jurídica e política do Ceará, podemos citar o Professor Emérito Paulo Bonavides, Ciro Gomes, Renato Aragão, Flávio Moreira Gonçalves, dentre outros grandes nomes.

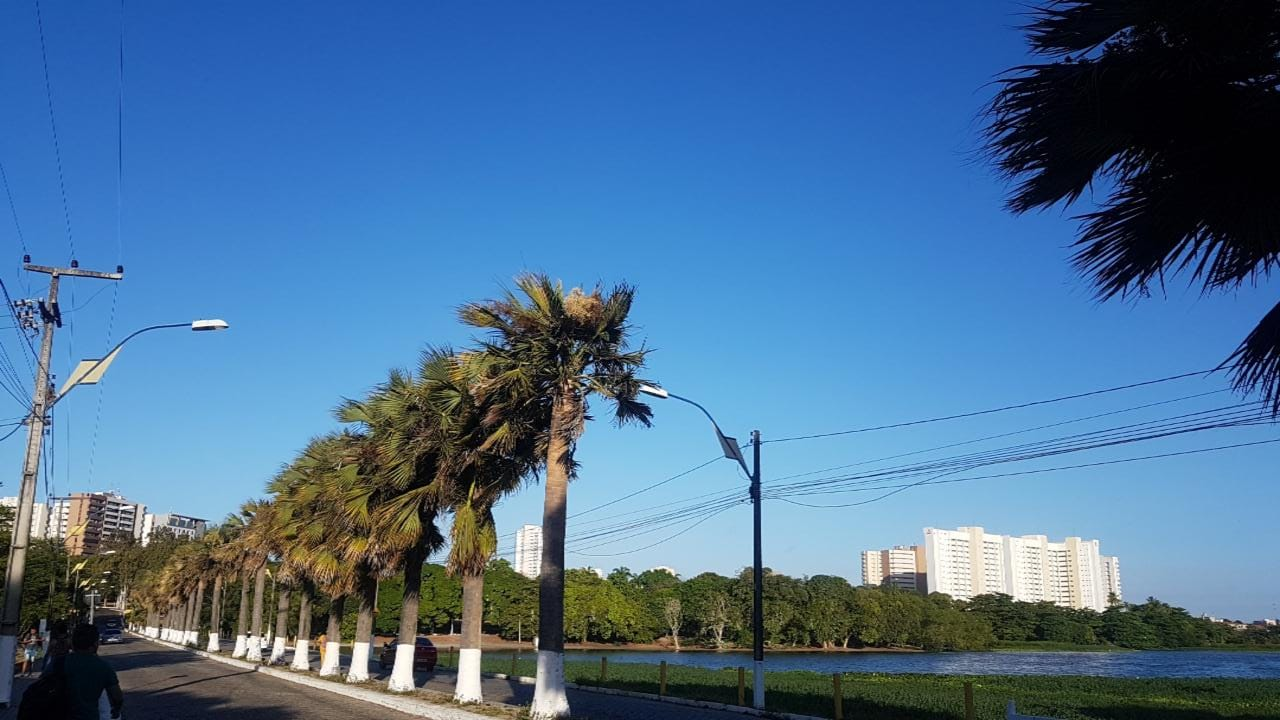
Entrada do Campus do Pici em Fortaleza

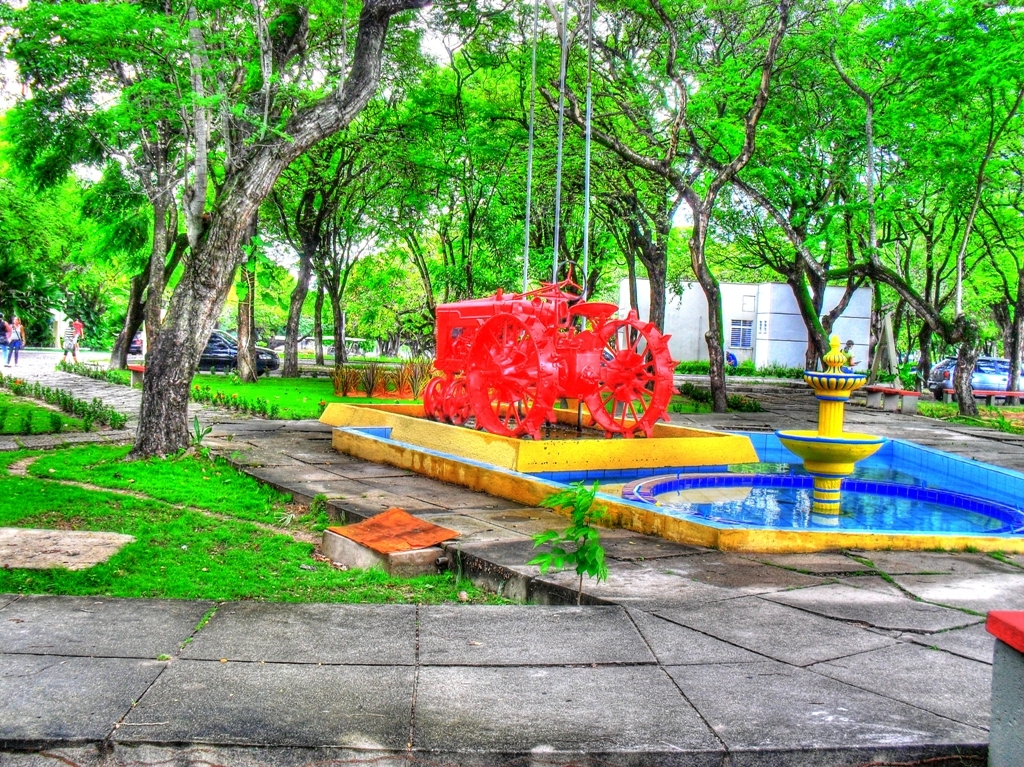
Departamento de Engenharia de Pesca no Campus do Pici

- Campus do Pici Professor Prisco Bezerra:

É o principal campus da UFC, com uma área de 212 hectares. A partir de 2013, passou a carregar em sua denominação o nome do Professor Prisco Bezerra, antigo docente e diretor da Escola de Agronomia, atual Centro de Ciências Agrárias, e primeiro diretor da Escola de Engenharia, atual Centro de Tecnologia.
No campus se encontram as Pró-Reitorias de Graduação e de Pesquisa e Pós-Graduação, os Centros de Ciências (CC), Centro de Ciências Agrárias (CCA) e Centro de Tecnologia (CT), o Instituto de Cultura e Arte (ICA), o Instituto Universidade Virtual (IUVi) e o Instituto de Educação Física e Esportes (IEFES), cinco setoriais da Biblioteca Universitária e a Secretaria de Tecnologia da Informação.
- Campus do Benfica

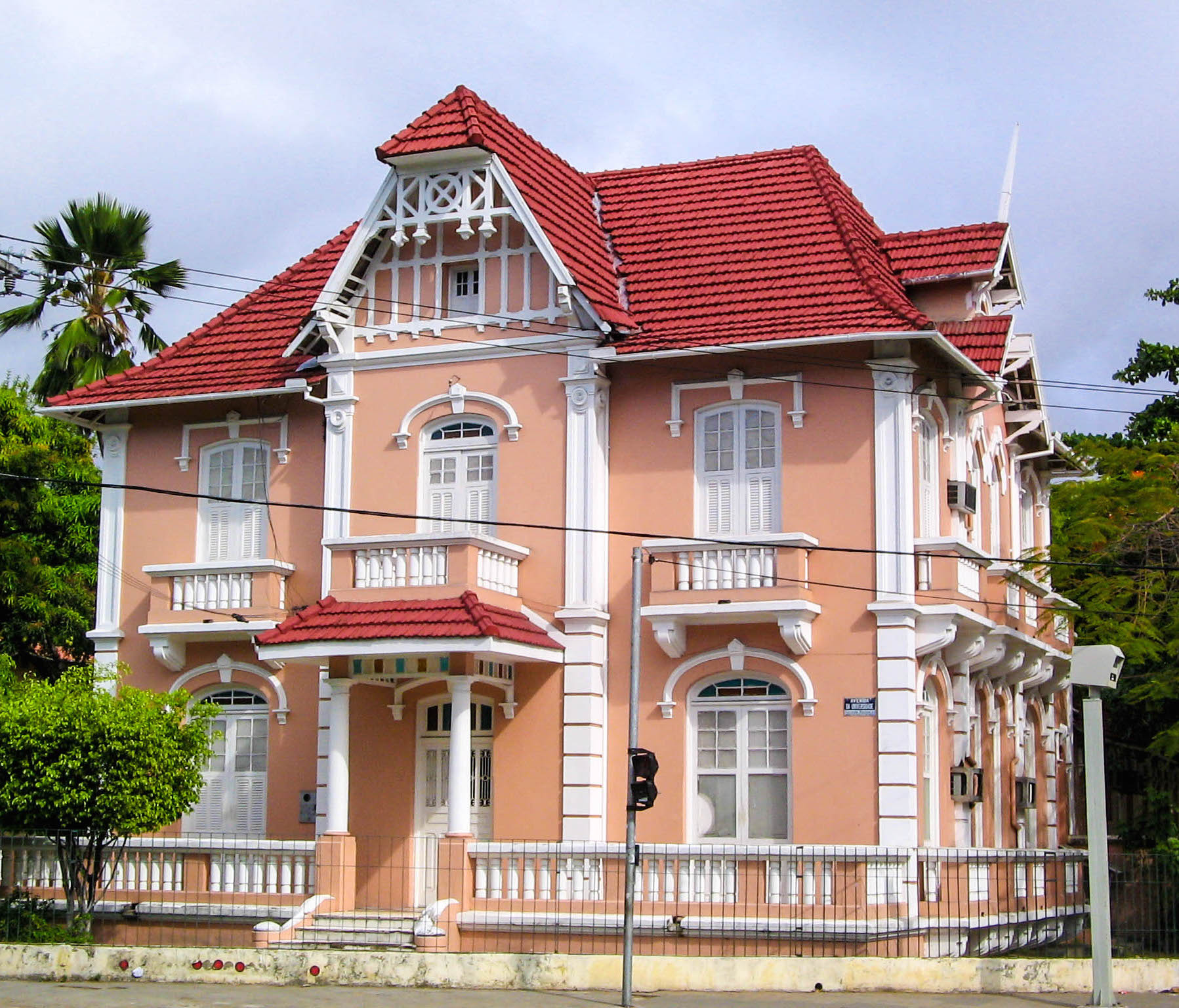
Casa de Cultura Alemã, localizada no Centro de Humanidades (CH1) do Campus do Benfica

Em seus 13 hectares abriga a Reitoria, as Pró-Reitorias de Planejamento, Administração e Assuntos Estudantis, o Departamento de Arquitetura e Urbanismo e Design (DAUD), Centro de Humanidades (CH), a Faculdade de Direito, a Faculdade de Educação (FACED) e a Faculdade Economia, Administração, Atuária e Contabilidade (FEAAC), seis Bibliotecas, a Concha Acústica, a Casa Amarela Eusélio Oliveira, a Imprensa Universitária, o Museu de Arte, o Teatro Universitário, a Rádio Universitária FM e a sede do Diretório Central dos Estudantes.
- Campus do Porangabussu

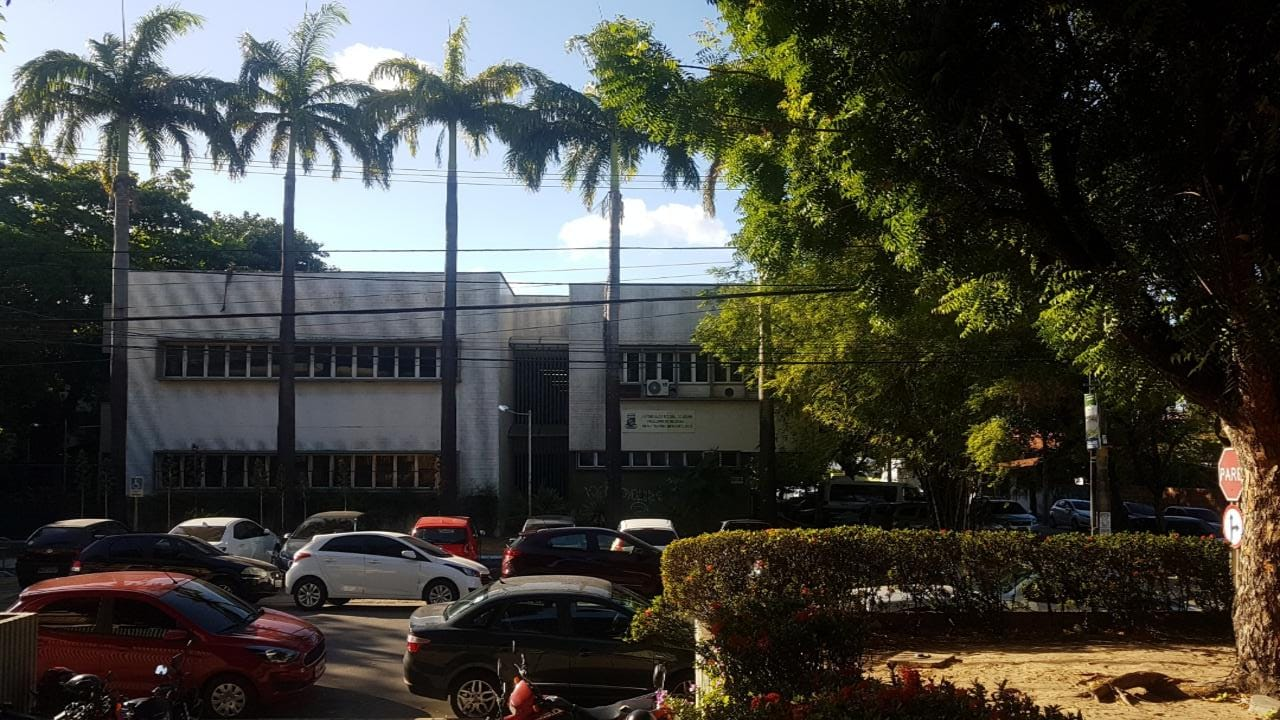
Departamento de Morfologia - UFC no Campus do Porangabussu

Campus com 8 hectares de extensão que comporta a Faculdade de Medicina e a Faculdade de Fármacia, Odontologia e Enfermagem (FFOE), além do complexo hospitalar da UFC, composto pelo Hospital Universitário Walter Cantídio, pela Farmácia Escola e pela Maternidade Escola Assis Chateaubriand, a Biblioteca de Ciências da Saúde, o Restaurante Universitário do Campus do Porangabussu,a Emergência Odontológica, o Núcleo de Pesquisa e Desenvolvimento de Medicamentos (NPDM), além de dezenas de  laboratórios e clínicas. No campus do Porangabussu também se localizam o Instituto do Câncer do Ceará (ICC), o Hospital Haroldo Juaçaba, o Hospital São José de Doenças Infecciosas (HSJ), o Centro de Hematologia e Hemoterapia do Ceará (HEMOCE), o Centro de Atenção Psicossocial da Regional III, a Unidade de Atenção Primária à Saúde (UAPS) Anastácio Magalhães e o Centro de Especialidades Odontológicas Rodolfo Teófilo.

### Campino Interior
No interior do Ceará, a UFC possui cinco campi (nos municípios de Sobral, Quixadá, Russas, Crateús e Itapajé) e quatro fazendas experimentais: a Fazenda Lavoura Seca com 189,9 hectares em Quixadá, a Fazenda Experimental Vale do Curu com 823 hecatares em Pentecoste, o Sítio São José com 70,8 hectares em Maranguape e a Fazenda Raposa com com 151,5 hectares em Maracanaú. Anteriormente, a Universidade possuía três campi na região do Cariri, que foram desmembrados em 2013 para formar a Universidade Federal do Cariri.
- Campus Sobral:FAMED (Faculdade de Medicina), um dos campi de Sobral.

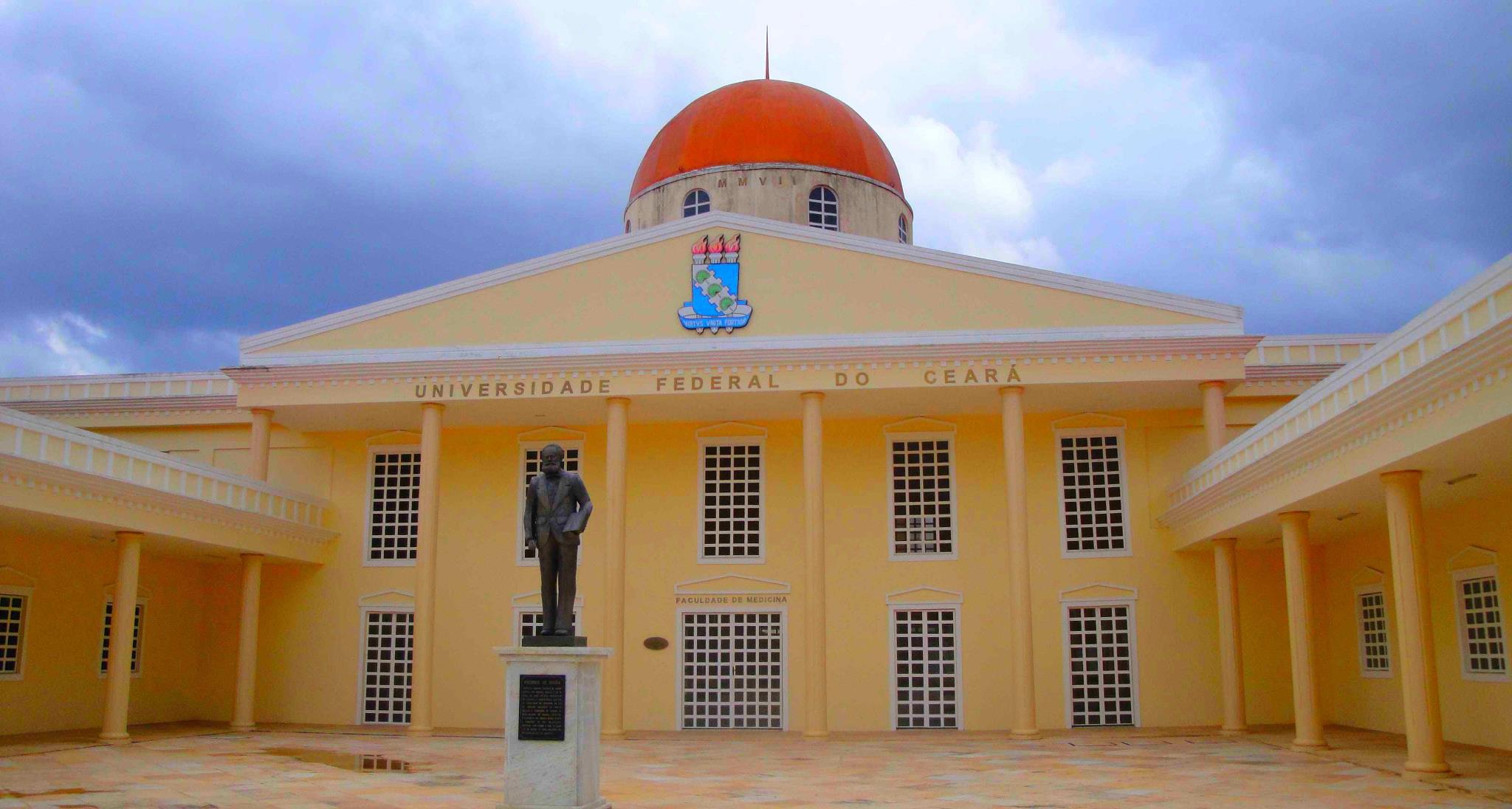
FAMED (Faculdade de Medicina), um dos campi de Sobral.

O primeiro campus na cidade (Faculdade de Medicina - FAMED), localizado no bairro Jocely Dantas (Derby), foi criado em 2001, com a implantação do curso de Medicina. Atualmente possui, concomitantemente à FAMED, o campus Mucambinho, construído em 2006 e situado no Centro, que conta com os seguintes cursos: Ciências Econômicas, Engenharia de Computação, Engenharia Elétrica, Finanças, Música, Odontologia e Psicologia. 
Há, ainda, os programas de Pós-graduação: Mestrado em Engenharia Elétrica e Computação; Mestrado em Biotecnologia; Mestrado em Psicologia e Políticas Públicas; Mestrado em Saúde da Família; e, em implantação, o Programa de Doutorado em Engenharia Elétrica e Computação. A universidade também oferta o Magistério Tremembé Superior, embora fora da sede. 
Afora as estruturas mencionadas, a unidade de Sobral também dispões de um Serviço de Psicologia Aplicada (SPA), localizado no Centro; Centro de Especialidades Odontológicas (CEO), localizado no campus Mucambinho; Refeitório Universitário, no Mucambinho; e oferece outros serviços à população no bloco II, também no Mucambinho, no qual está instalado oficialmente o curso de Odontologia.
- Campus Quixadá

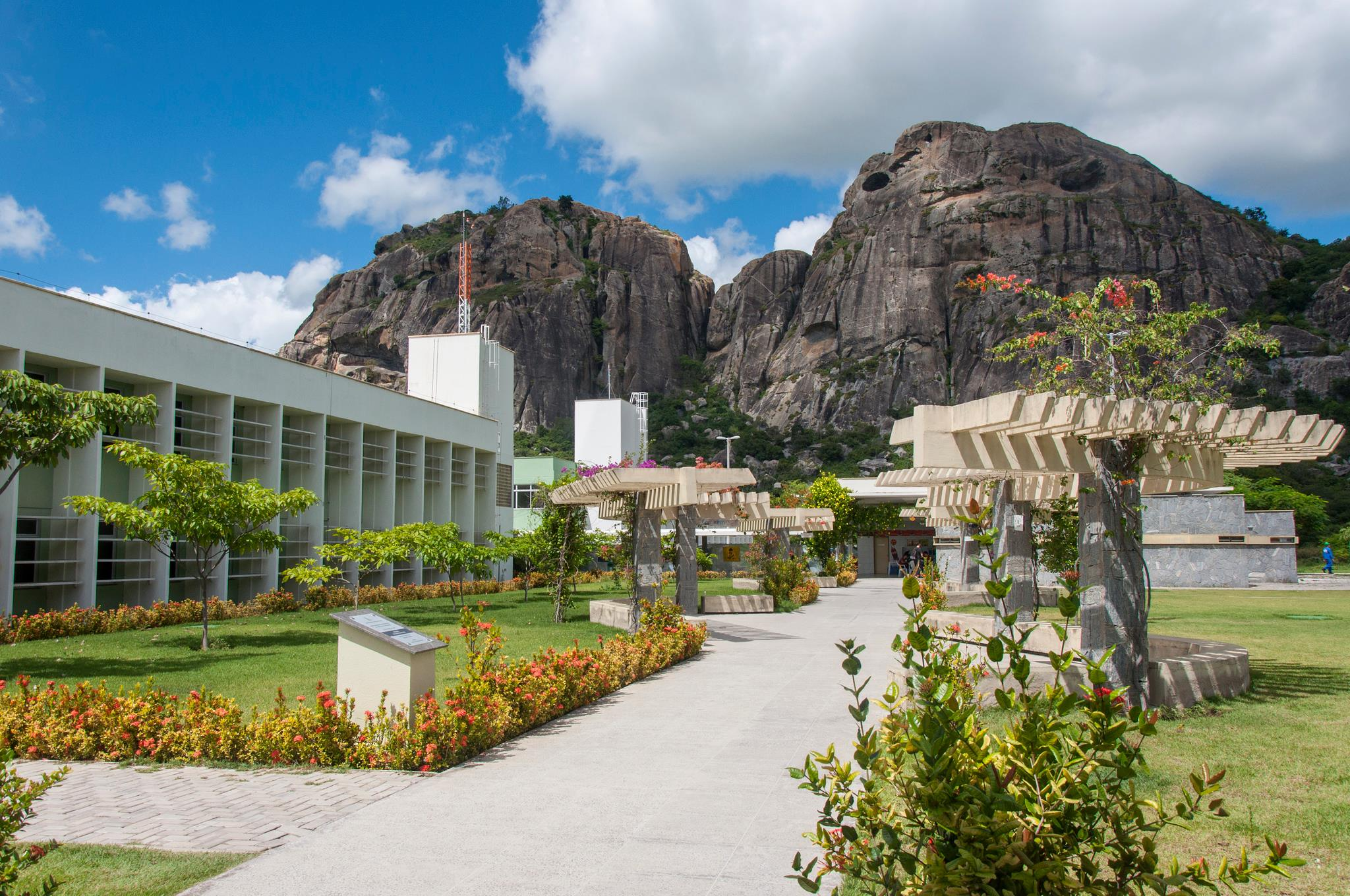
Campus de Quixadá

A UFC de Quixadá está localizado em um dos pontos turísticos mais visitados do município: a região do açude Cedro. A área foi adotada como unidade acadêmica em 4 de setembro de 2006, através do Provimento n. 15/CONSUNI e tem como missão gerar, difundir e divulgar o conhecimento na área de Tecnologia da Informação e Comunicação (TIC), atendendo as demandas de formação e estímulo à pesquisa científica e tecnológica na mesma área. É sua missão, também, formar recursos humanos altamente qualificados e aptos a ingressar no mercado de trabalho, com base em competências e práticas profissionais atualizadas.
Inaugurado em 17 de setembro de 2007, abriga os cursos de Sistemas de Informação, Engenharia de Software, Redes de Computadores, Ciência da Computação, Engenharia da Computação e Design Digital. Também conta com um programa de pós-graduação: Mestrado em Ciência da Computação.
O campus conta com uma infraestrutura de dois blocos com salas de aula e laboratórios, uma cantina e área de convivência, um restaurante universitário e mais dois blocos em estágio avançado de construção. 
- Campus Russas

Após uma longa campanha para trazer um Campus Avançado da UFC ao Vale do Jaguaribe, a comunidade jaguaribana conseguiu alcançar seu objetivo em 16 de agosto de 2011, quando a presidente Dilma Rousseff anunciou a criação de quatro novas universidades, a abertura de 47 campi universitários e de 208 unidades dos institutos federais de educação, ciência e tecnologia, sendo oficializada a criação do Campus Avançado da UFC na região. Em 14 de dezembro de 2012, o Campus foi regularizado pela Resolução nº 27/2012 do Conselho Universitário.

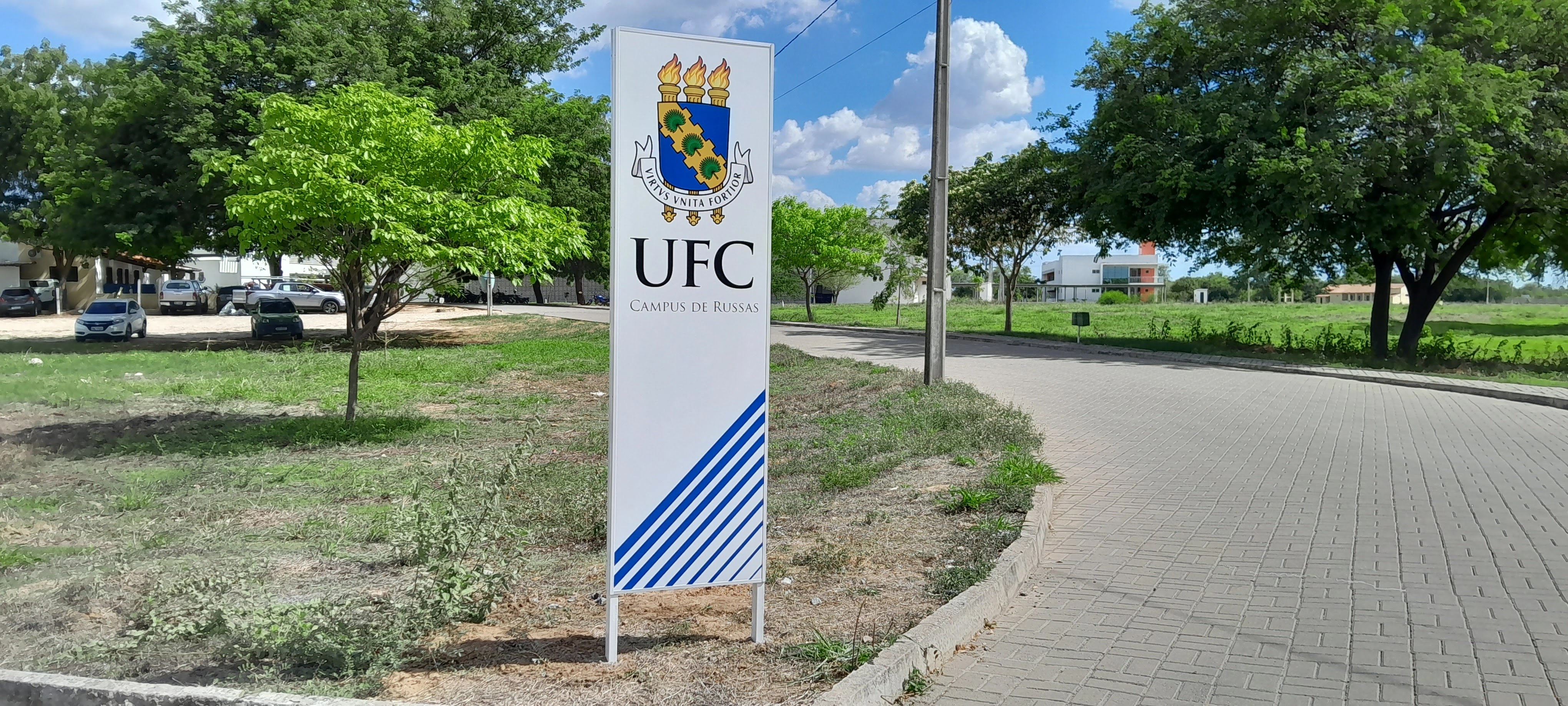
Campus de Russas

Em virtude da sua posição central e estratégica, o Município de Russas sedia o Campus do Vale do Jaguaribe da UFC desde 4 de agosto de 2014, atendendo aproximadamente 1.400 alunos e apresentando grande impacto na dinâmica social local e regional. A UFC Russas oferta atualmente 5 cursos de graduação: Ciência da Computação, Engenharia Civil, Engenharia de Produção, Engenharia de Software e Engenharia Mecânica e 1 curso de pós-graduação: o Mestrado Acadêmico em Engenharia Civil (Linhas de pesquisa: Materiais Avançados, Construção e Meio Ambiente; Modelagem Computacional e Inteligência Artificial), sendo o primeiro curso de pós-graduação da área no interior do Estado do Ceará.
O Campus está localizado na Rua Felipe Santiago, nº 411, Bairro Cidade Universitária, conta com uma área de 50 hectares, na qual já foram construídas duas Unidades Didáticas, a Biblioteca (BCR/UFC), o Parque Tecnológico (PARTEC), o Condomínio de Empreendedorismo e Inovação (CEI) e o Restaurante Universitário, existindo a previsão de construção de outros blocos didáticos para abrigar os futuros cursos da instituição jaguaribana. O campus possui ainda um prédio no centro da cidade, onde está localizada a Coordenação de Extensão do Campus e os escritórios das empresas juniores dos cursos (Vale J, Include Jr. e Inovale Jr.).
Em 4 de agosto de 2024, o Campus de Russas da Universidade Federal do Ceará completou 10 anos de existência e se consolida como referência na área de ciência, tecnologia, pesquisa, ensino e extensão no Vale do Jaguaribe e em território nacional, haja vista que, além de atender discentes oriundos de Municípios circunvizinhos e outras regiões do Ceará, também atende alunos vindos de outros Estados.
Ainda em 2024, foi anunciada a construção de um novo prédio para abrigar o primeiro curso de Medicina da região. Além do prédio exclusivo, também está prevista a construção de novas salas de aula, laboratórios, itens de urbanização, quadra poliesportiva, auditório de grande porte e nova biblioteca.
- Campus Crateús

O Campus de Crateús foi criado na Universidade Federal do Ceará pela Resolução Nº 26/CONSUNI, de 14 de dezembro de 2012. A criação dessa unidade acadêmica se deu no contexto de expansão e interiorização do acesso ao ensino superior implementada no período de 2003 e 2014.

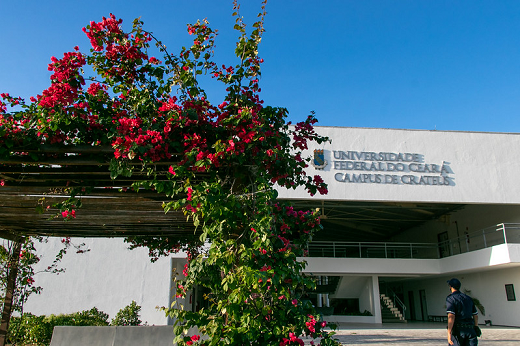
Campus de Crateús

O campus de Crateús iniciou as atividades acadêmicas no ano de 2014, com o curso de Ciência da Computação. Em 2015 passaram a funcionar também os cursos de Engenharia Civil, Engenharia Ambiental e Sanitária e Sistemas de Informação, e em 2016 o de Engenharia de Minas. 
Em 2024, foi lançado o Mestrado Profissional em Rede Nacional em Gestão e Regulação de Recursos Hídricos (PROFÁGUA), em parceria com a Universidade Estadual Paulista (UNESP).
Ainda em 2024, foi anunciada a implantação de três cursos da área da saúde na unidade crateuense: Fonoaudiologia, Odontologia e Psicologia, bem como a construção de novo bloco didático para funcionamento das graduações.
- Campus Itapajé

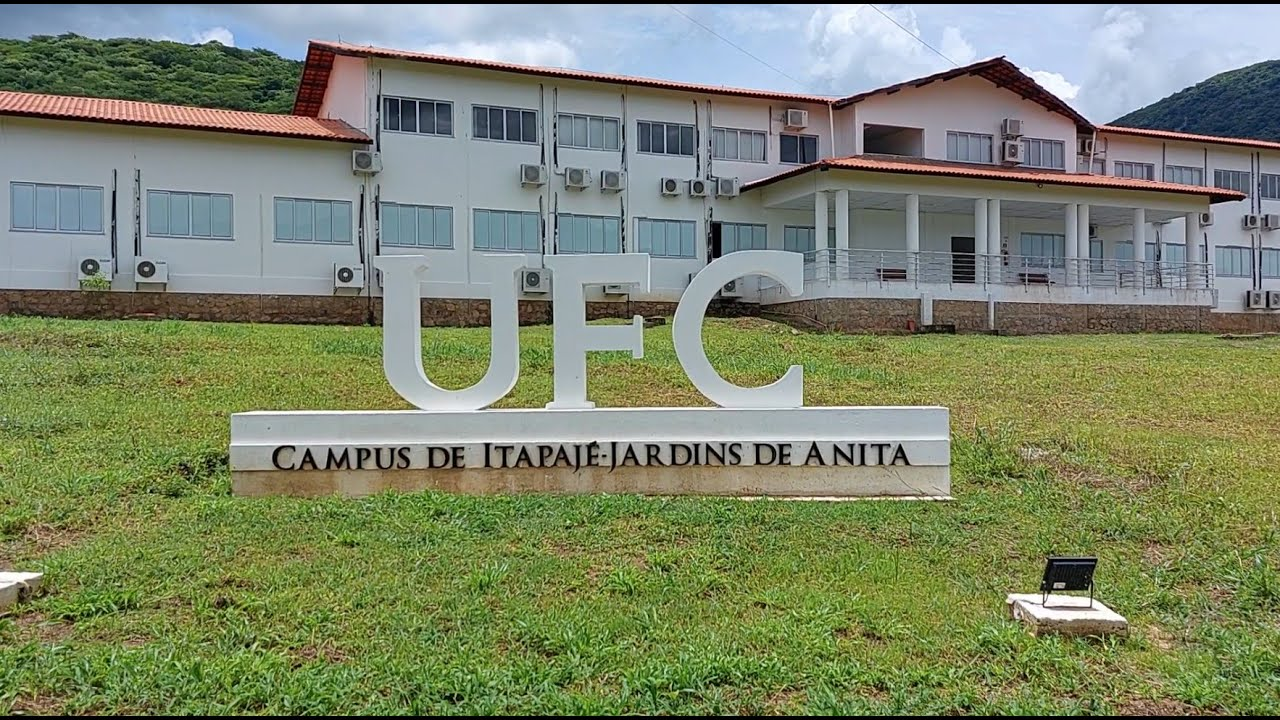
Campus de Itapajé (Jardins de Anita)

O Campus Jardins de Anita, inaugurado em agosto de 2021, é a unidade acadêmica mais recente da universidade. 
Oferece os cursos de Análise e Desenvolvimento de Sistemas, Ciência de Dados e Segurança da Informação e tem a previsão de agregar mais seis cursos de licenciatura e tecnológicos nos próximos anos.